# Felipe Massa
Felipe Massa (San Paolo, 25 aprile 1981) è un pilota automobilistico brasiliano di origini italiane, attualmente impegnato nel campionato della Stock Car Pro Series.
Nel corso della sua lunga carriera in Formula 1 ha corso al volante di Sauber, Ferrari e Williams. Ha conquistato 11 vittorie, 16 pole position ed è salito 41 volte sul podio, facendo segnare oltre 1000 punti iridati. Dopo Michael Schumacher e Kimi Räikkönen è il pilota ad aver disputato più stagioni (8 consecutive) e più Gran Premi (139) al volante della Ferrari in Formula 1. Ha preso inoltre parte al campionato di Formula E per due stagioni con il team Venturi Grand Prix.

## Biografia
Come suggerisce il suo cognome, la famiglia di Massa è di origine italiana, essendo il bisnonno emigrato da Cerignola, in Puglia, negli anni venti.
Il 1º dicembre 2007, nella chiesa di Nossa Senhora do Brasil a San Paolo, è convolato a nozze con Raffaella Bassi, storica fidanzata sin dai tempi della Formula 3000. La coppia ha un figlio, Felipe jr, nato il 30 novembre 2009.

## Carriera

### Le formule minori
Massa iniziò a correre con i kart all'età di 9 anni, continuando fino al suo esordio nel 1998 nel campionato brasiliano di Formula Chevrolet dove arrivò quinto per poi vincerlo la stagione successiva. Nel 2000 si trasferì in Europa per gareggiare nella Formula Renault italiana ed europea, vincendo entrambi i campionati. Invece di proseguire con la Formula 3 preferì gareggiare nel campionato Formula 3000 Euro-Series dominando il campionato con 6 vittorie in 8 gare.

### Formula 1

#### 2002-2005: Sauber e collaudatore Ferrari

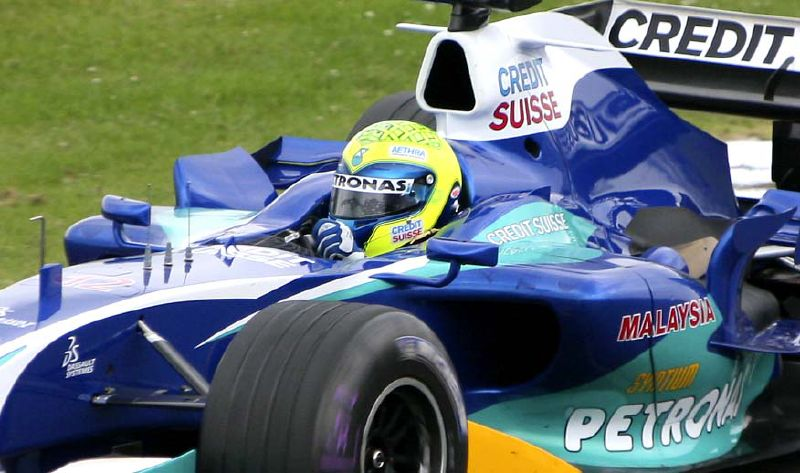
Massa alla guida della Sauber C24 nel Gran Premio di Gran Bretagna 2005

Visti gli ottimi risultati ottenuti nel settembre 2001 gli venne offerto di prendere parte ad alcuni test con la Sauber, scuderia di Formula 1, sul circuito del Mugello. Il pilota brasiliano fece registrare ottimi tempi sul giro, tanto che la scuderia svizzera decise di ingaggiarlo per la stagione 2002, proponendogli un contratto annuale con un'opzione per i successivi due anni a favore della squadra elvetica. Pur se la velocità era evidente, Massa nella prima stagione mostrò inesperienza e il suo miglior risultato fu un 5º posto al Gran Premio di Spagna.
Nel 2003 fu girato alla Ferrari (con cui la Sauber aveva rapporti di collaborazione tecnica) come collaudatore, per poi ritornare alla squadra svizzera nel 2004 a fianco del romano Giancarlo Fisichella, cogliendo come miglior risultato un 4º posto al Gran Premio del Belgio. Confermato per il 2005, Massa bissò il miglior risultato della carriera con un 4º posto al Gran Premio del Canada, in un'annata avara di risultati per il team elvetico, che si apprestava a trasformarsi nella BMW Sauber.

#### 2006-2013: Ferrari

##### 2006

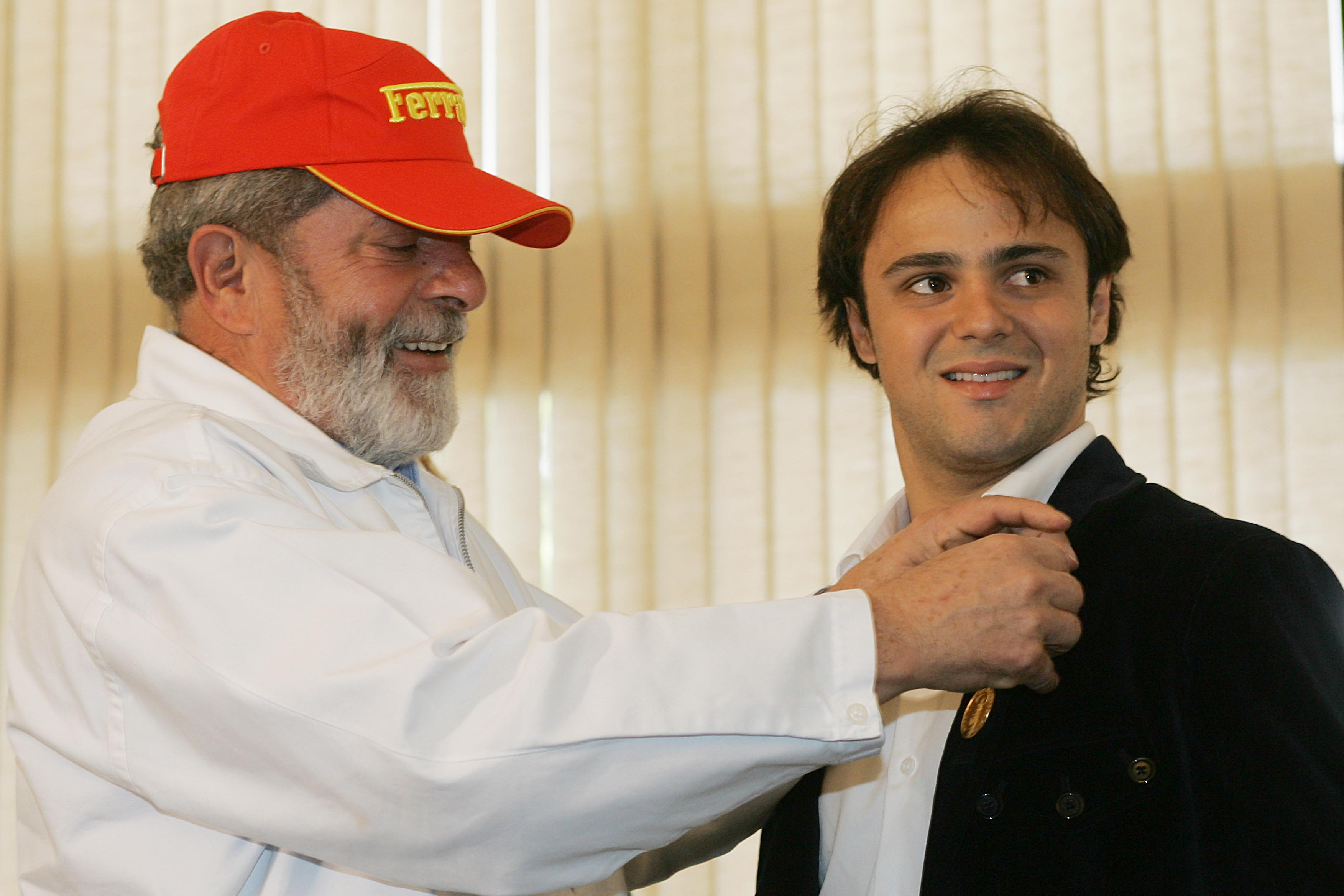
Massa (a destra) riceve nel 2006 la Medaglia al Merito Sportivo dal presidente del Brasile, Luiz Inácio Lula da Silva.

Dato il suo passato di collaudatore, Massa venne scelto come pilota della Scuderia Ferrari per la stagione 2006 in sostituzione del connazionale Rubens Barrichello, affiancando il 7 volte campione del mondo Michael Schumacher. Con la Ferrari colse il primo podio (3º posto al Nürburgring) e successivamente completò la doppietta Ferrari al Gran Premio degli Stati Uniti. Fu ancora terzo nel Gran Premio di Francia, per poi arrivare alla prima vittoria della carriera, accompagnata dalla prima pole position, al Gran Premio di Turchia.
Vinse l'ultima gara della stagione 2006 a Interlagos dopo aver ottenuto la pole position e aver condotto solitario la gara. L'ultimo brasiliano ad essere riuscito a fare lo stesso in patria era stato la leggenda Ayrton Senna. Alla fine si classificò terzo nel Mondiale, alle spalle del campione Alonso e del compagno Schumacher, all'ultima stagione in Ferrari della sua carriera.

##### 2007
Nel 2007, dopo il ritiro di Schumacher, il brasiliano venne affiancato dal finlandese Kimi Räikkönen alla guida della Ferrari. Dopo aver avuto problemi al cambio nella gara inaugurale in Australia, che lo videro concludere al sesto posto, Massa riuscì a conquistare la pole position in Malesia, ma a causa di un errore concluse quinto. Dopo le prime due gare riuscì a vincere in Bahrein e in Spagna e a concludere i successivi quattro Gran Premi (ad eccezione del Canada) sul podio.

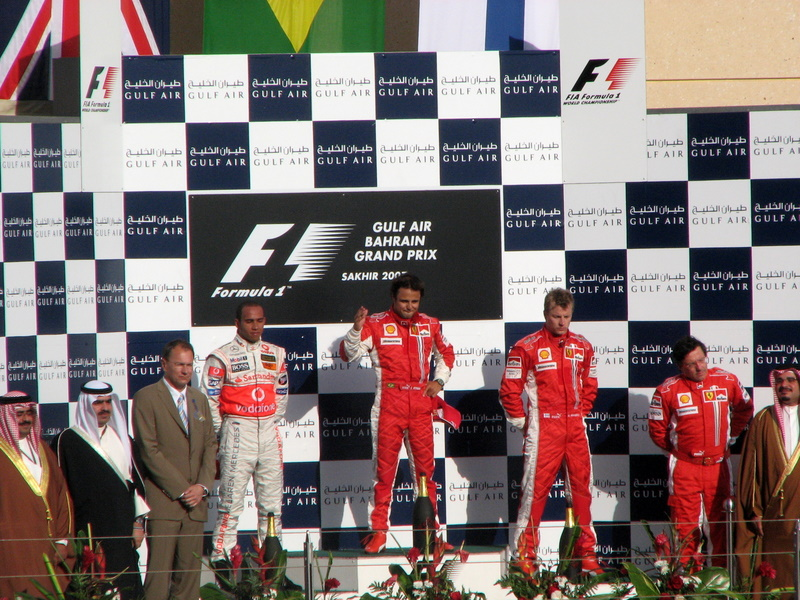
Massa sul gradino più alto del podio nel Gran Premio del Bahrein 2007, davanti a Lewis Hamilton e Kimi Räikkönen.

Nella seconda parte di stagione, però, a parte un successo in Turchia, i suoi risultati non furono ai livelli della prima a causa di problemi con la vettura ed alcuni errori individuali. Riuscì comunque a conquistare 6 pole position in stagione, il migliore assieme ad Hamilton, e si rivelò fondamentale per la conquista del titolo di Raikkonen regalandogli la vittoria in Brasile. Prima dell'ultimo GP della stagione è stato annunciato il suo rinnovo con la Ferrari sino al 2010. Il pilota ha ricevuto la cittadinanza onoraria della città di Cerignola.

##### 2008
Il 2008 per il pilota brasiliano non iniziò nel migliore dei modi, con due ritiri nelle prime due gare. In Bahrein, dopo aver ottenuto il secondo posto nelle qualifiche, riuscì a sopravanzare il poleman Kubica e ottenne la prima vittoria stagionale. Dopo un secondo posto in Spagna, alle spalle di Kimi Räikkönen, in Turchia conquistò la pole position e vinse la gara (in Turchia era la terza vittoria consecutiva), portandosi a 7 punti dalla vetta del mondiale che vedeva Räikkönen in testa, con 35 punti. Nei successivi appuntamenti mondiali, però, non riuscì ad ottenere risultati di rilievo: al Gran Premio di Monaco, dopo essere partito davanti a tutti, giunse terzo a causa di un suo errore, mentre in Canada, con una gara condizionata da numerosi ritiri tra cui quelli di Hamilton e Räikkönen, il brasiliano fu vittima di un problema tecnico durante il primo pit-stop che lo costrinse a ripetere la sosta, perdendo alcune posizioni.
Tuttavia il brasiliano rimontò diverse posizioni, arrivando infine quinto e raggiungendo la seconda posizione nella classifica mondiale piloti, dietro il polacco Robert Kubica, vincitore proprio del Gran Premio. Il brasiliano tornò alla vittoria in Francia, anche grazie alle rottura di uno scarico del motore del compagno di squadra Räikkönen, e centrò il terzo successo stagionale, portandosi in vetta della classifica. Al successivo appuntamento sul Circuito di Silverstone, però, in cui si alternarono condizioni meteorologiche di pioggia e schiarite incappò in una gara incolore, concludendo tredicesimo dopo essere stato protagonista di cinque testacoda. Riuscì comunque a mantenere il primato in classifica, anche se a pari punti con Kimi Räikkönen e Lewis Hamilton.

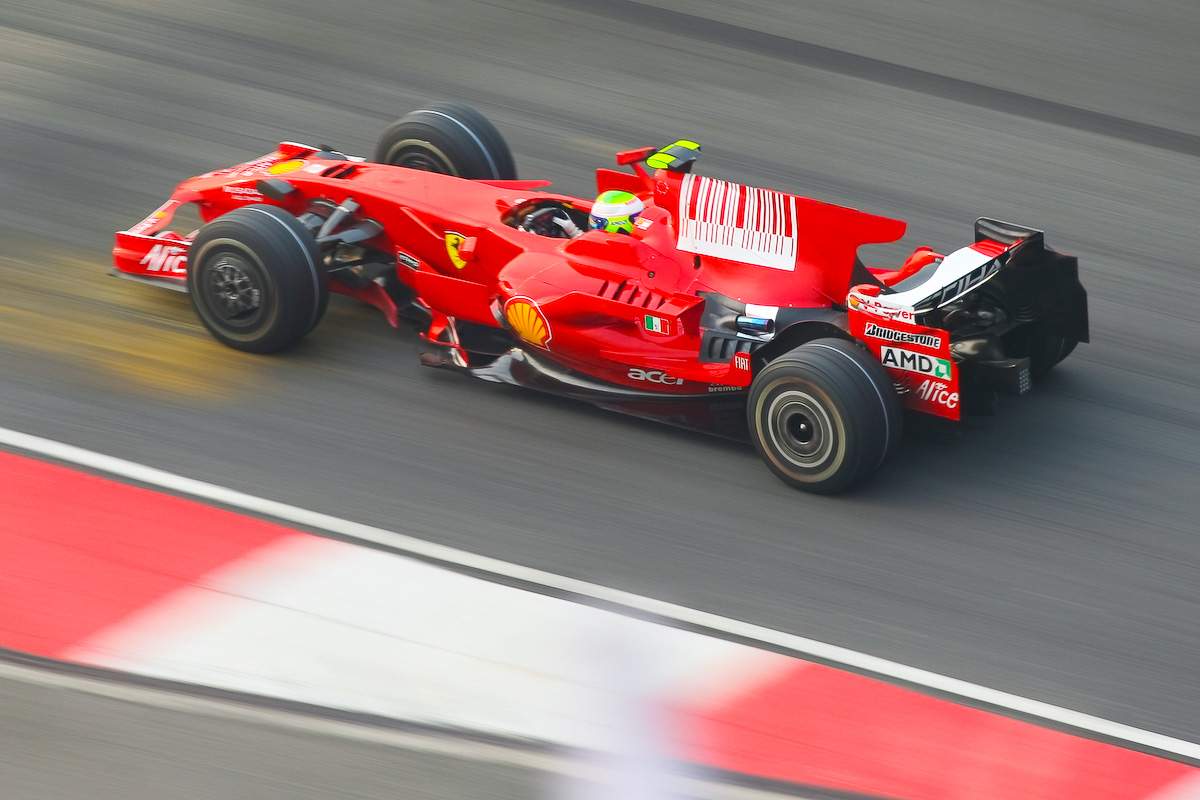
Massa in accelerazione con la sua Ferrari F2008 al Gran Premio di Cina 2008, chiuso al 2º posto.

Nel successivo Gran Premio di Germania, Massa arrivò terzo, e perse la leadership del Mondiale, a vantaggio di Hamilton, mentre in Ungheria, dopo aver dominato tutta la gara, fu costretto al ritiro a tre giri dalla fine per la rottura del motore. Si ritrovò dunque al terzo posto nel mondiale, ma riuscì subito a rialzare la china in occasione del Gran Premio d'Europa, dove ottenne Pole, vittoria e giro veloce, compiendo così un Hat Trick, ritrovandosi quindi in seconda posizione in campionato a sole sei lunghezze da Hamilton. Anche nel successivo Gran Premio del Belgio, sul Circuito di Spa-Francorchamps, Massa ottenne un'altra vittoria, seppur dovuta ad una penalizzazione inflitta al suo rivale in campionato Hamilton.
La gara, dominata da Räikkönen fino a 4 giri dal termine, fu caratterizzata nella sua parte finale dalla comparsa della pioggia. Hamilton riuscì a recuperare lo svantaggio nei confronti del finlandese, che concluse la sua gara urtando un muretto. Tagliarono il traguardo, nell'ordine, Lewis Hamilton, il brasiliano e Nick Heidfeld. A premiazione eseguita, la FIA si riunì per valutare la condotta di gara del britannico delle frecce d'argento e di Timo Glock. La sentenza tolse la vittoria ad Hamilton (penalizzato di 25 secondi rispetto all'arrivo effettivo) e l'ottavo posto al pilota della Toyota. Felipe Massa poté festeggiare la sua prima vittoria sul circuito delle Ardenne e vedere ridotto il suo svantaggio in classifica rispetto agli altri contendenti al titolo iridato.

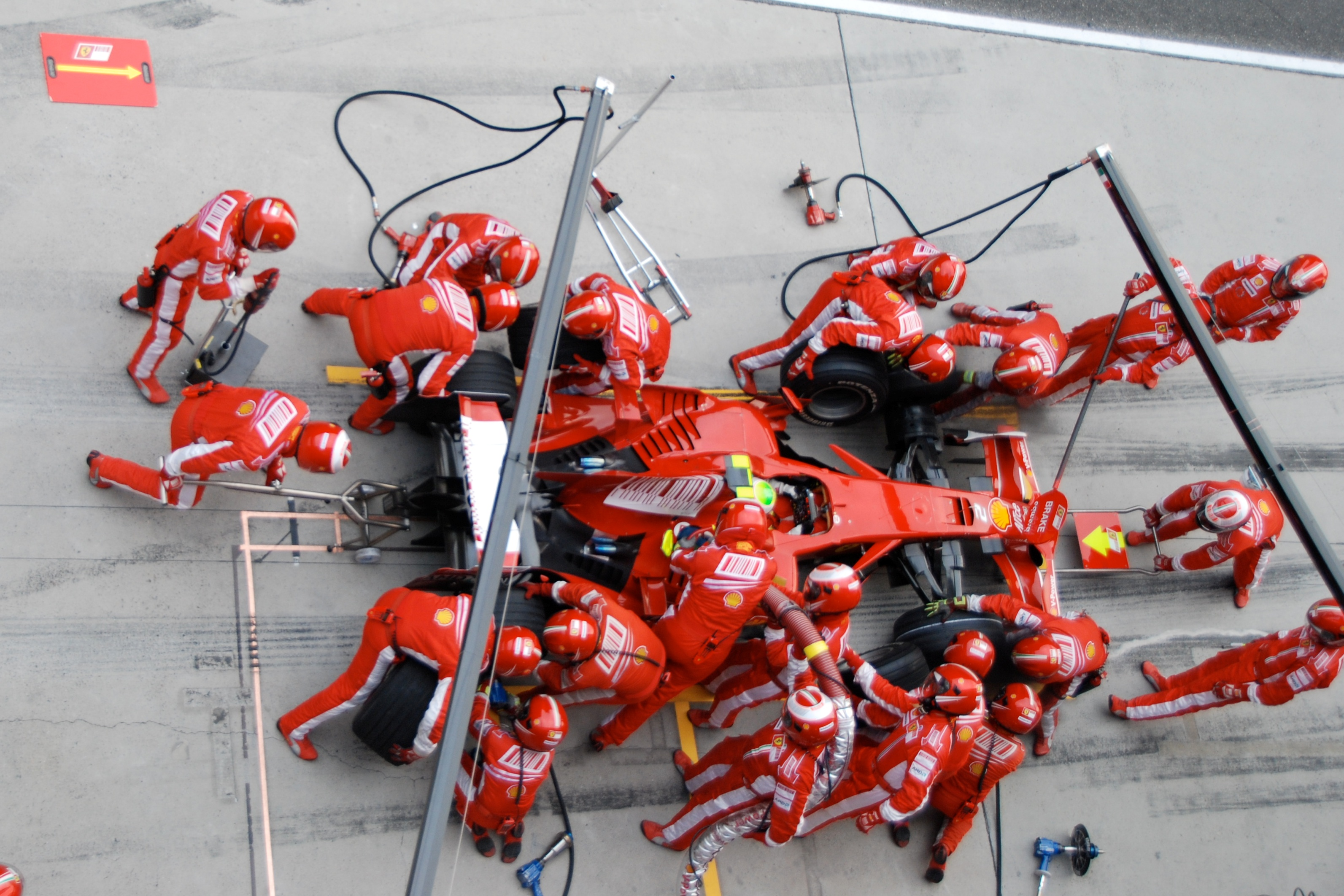
Il pilota brasiliano impegnato al pit stop, sempre nella gara cinese del 2008.

Nel nuovo tracciato cittadino di Singapore, Massa riuscì nuovamente a partire in pole ed in gara impose un ritmo elevatissimo, ma al 15º giro Nelson Piquet Jr., che navigava nelle parti basse della classifica, colpì un muro costringendo la Safety Car ad intervenire. Il pilota venne quindi fatto rientrare per eseguire la sosta ai box, ma un meccanico della Ferrari sbagliò ad azionare il semaforo del pit causando una partenza anticipata di Massa che si portò dietro tutta la pompa della benzina e rischiò nella foga di andare a sbattere su una Force India. A causa di questo errore concluse solo tredicesimo. La vittoria arrise invece a Fernando Alonso seguito da Nico Rosberg ed Hamilton. Ora il paulista si trovava ad inseguire con 77 punti contro gli 84 di Hamilton a tre gare dal termine del campionato. 
Un anno dopo, la FIA aprì un'inchiesta sull'incidente accaduto a Nelson Piquet Jr., durante il tredicesimo giro della gara. La televisione brasiliana Rede Globo sostenne che l'incidente venne fittiziamente causato al fine di favorire la vittoria di Fernando Alonso.
Nel marzo 2023, Bernie Ecclestone ammise che lui e Max Mosley erano a conoscenza dell'imbroglio (divenuto noto come Crashgate) ma scelsero di tacere. Con l'annullamento della gara, il mondiale 2008 sarebbe andato a Massa il quale, sempre nel 2023, annunciò mediante stampa di muovere, con i propri avvocati, un'azione legale nei confronti della FIA per ottenere il titolo con l'annullamento della gara medesima a distanza di anni, causa effettivamente avviata nel 2024.
Nel Gran premio del Giappone le qualifiche si rivelarono amare per Massa, solo quinto, mentre il rivale Hamilton era in pole. Al via Räikkönen riuscì a passare proprio Hamilton, lasciandogli però l'occasione di recuperare la testa.
I due nella foga andarono lunghi lungo la prima e la seconda curva, perdendo così posizioni. Hamilton si ritrovò proprio dietro Massa e riuscì a passarlo poco dopo, ma il brasiliano in un duello finì per urtare il pilota della McLaren nel passaggio in una chicane, costringendolo ad accodarsi al gruppo dei piloti prima di tornare in pista. Giudicata la manovra troppo pericolosa, i commissari sanzionarono Massa con un Drive Through, sorte toccata però anche ad Hamilton per via del duello alla partenza con Räikkönen. La vittoria andò così nuovamente ad Alonso, mentre Massa non andò oltre l'ottavo posto, divenuto poi settimo in seguito alla penalizzazione di Sébastien Bourdais, a causa di un sorpasso pericoloso in uscita dai box proprio ai danni di Massa che, urtato, dovette far fronte ad un testacoda.
Avendo perso 2 punti nel Gran Premio di Cina, Massa si presentò al Gran Premio del Brasile con 7 punti di ritardo da Hamilton: il brasiliano poteva vincere ancora il titolo, se Hamilton non fosse andato oltre il quinto posto, oppure arrivando secondo con l'inglese ottavo. Dopo aver dominato un Gran Premio rocambolesco la conquista dell'iride sembrava fatta. Hamilton, sesto, appena superato da Vettel, sorpassò però a quattro curve dal termine della corsa il tedesco Glock, il quale era nelle prime posizioni non avendo effettuato il pit-stop cambio gomme nonostante fosse prevista pioggia per le ultime tornate. Il pilota della Toyota infatti aveva risparmiato il tempo necessario per il pit, ma si trovava con gomme da asciutto in situazione di pista bagnata. Hamilton riuscì facilmente a superarlo alla penultima curva del GP e a piazzarsi quinto, mantenendo un solo punto di vantaggio su Massa nella classifica mondiale, laureandosi campione (il più giovane della storia della Formula 1 a 23 anni, 9 mesi e 26 giorni, record poi superato nel 2010 da Sebastian Vettel).

##### 2009

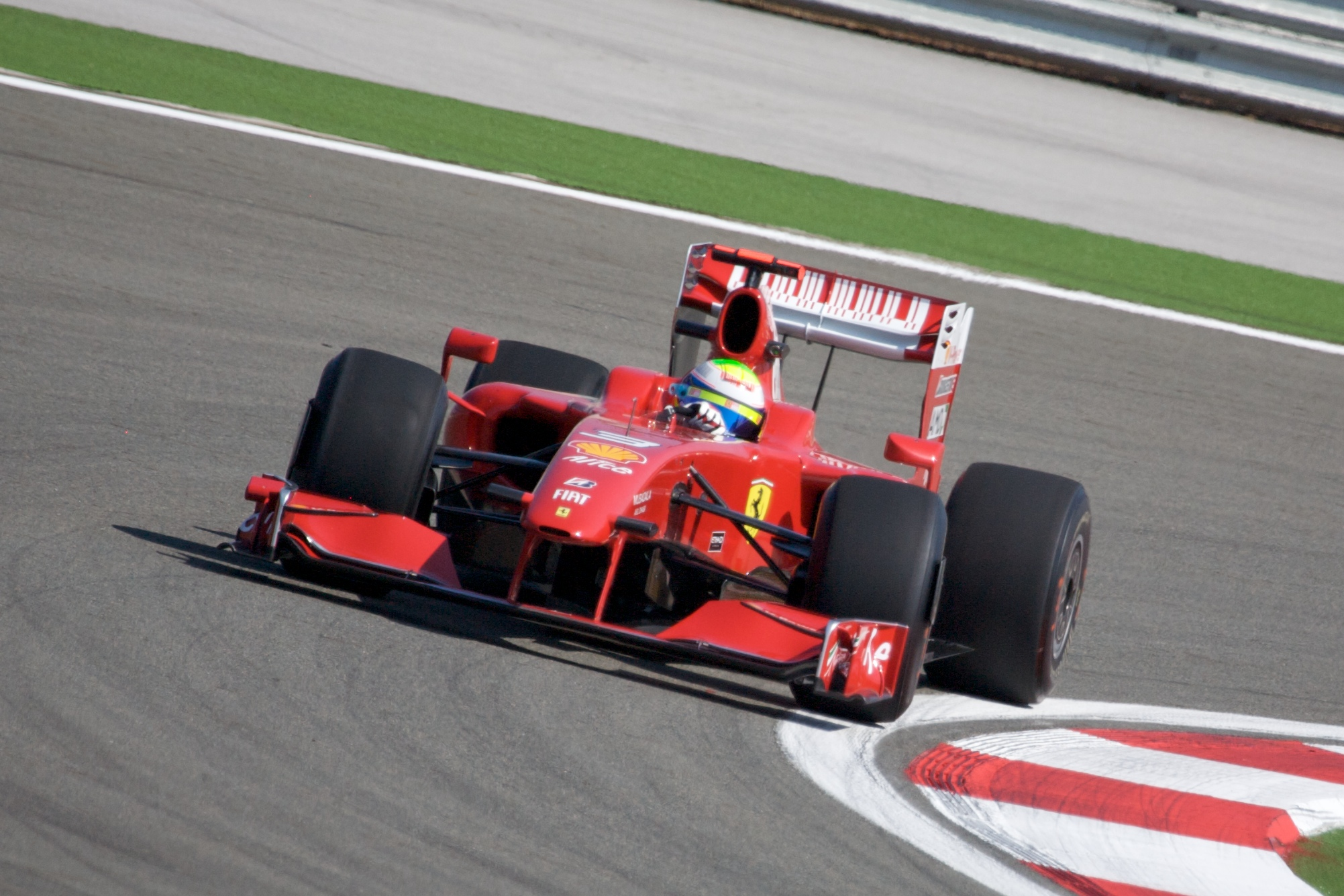
Massa affronta una curva del Gran Premio di Turchia 2009 al volante della Ferrari F60

Il 2009 non inizia bene, anche a causa della vettura schierata dalla Ferrari (la F60) che non è all'altezza della fama delle auto di Maranello: nel primo appuntamento stagionale conquista un deludente settimo posto nelle qualifiche per poi ritirarsi al 45º giro della gara per problemi allo sterzo. Nel successivo Gran Premio della Malesia, chiamato a riscattarsi, ottiene ottimi tempi nelle prove libere ma viene eliminato nella Q1 delle qualifiche con il 16º tempo; durante la rocambolesca gara (sospesa per via della pioggia dopo 31 dei 56 giri) riesce a rimontare alcune posizioni ma si classifica soltanto al 9º posto. Nel terzo appuntamento stagionale delude ancora le aspettative piazzandosi al 13º posto nelle qualifiche e collezionando il secondo ritiro in tre gare per problemi al cambio.
Anche in Bahrein le cose non migliorano e Massa conclude la gara tredicesimo per un contatto alla partenza con Räikkönen. Tuttavia nelle gare successive la Ferrari sembra pian piano ritrovare competitività: va sempre a punti, 6º in Spagna, 4º a Monaco, 6º in Turchia e di nuovo 4º in Gran Bretagna dopo essere partito 11º dalla griglia. Il primo podio stagionale arriva al Nurburgring, dove Felipe arriva terzo dopo una rimonta di 5 posti (8º in griglia).
Il 25 luglio 2009 durante la seconda sessione di qualifica del Gran Premio d'Ungheria Massa, mentre viaggiava a circa 200 chilometri orari alla guida della sua monoposto, viene colpito alla testa da una molla pesante circa 800 grammi, staccatasi dalla Brawn GP del connazionale Rubens Barrichello. A causa di questo incidente, il pilota brasiliano ha riportato una commozione cerebrale con una frattura nella zona sovraorbitale sinistra e un taglio alla fronte. Trasportato in elicottero al vicino ospedale di Budapest, Felipe viene operato, e le sue condizioni definite «serie ma stabili» dai medici e comunque «non in pericolo di vita». La mattina del 26 luglio una TAC fatta al pilota dà esito negativo e non vengono evidenziate lesioni cerebrali. Nel Gran Premio d'Ungheria 2009 la Ferrari non ha schierato nessuna vettura per sostituirlo.
Per il resto della stagione la Ferrari ha scelto di affidare la sua monoposto a Michael Schumacher, che ha poi dovuto rinunciare per problemi al collo. Al suo posto è subentrato Luca Badoer. Dati gli scarsi risultati di quest'ultimo, la Ferrari decide di sostituirlo dopo due gran premi con un altro pilota italiano, Giancarlo Fisichella. Dopo il decorso post-operatorio Massa è sottoposto a una serie di esami neurologici, coordinati dal medico delegato della FIA, svoltisi a Parigi il 10 ottobre 2009. A seguito dei risultati positivi ottenuti, Massa torna il 12 ottobre alla guida di una vettura di Formula 1, la Ferrari F2007 in dei test a Fiorano. Al Gran Premio del Brasile gli viene affidato l'incarico di sventolare la bandiera a scacchi.

##### 2010

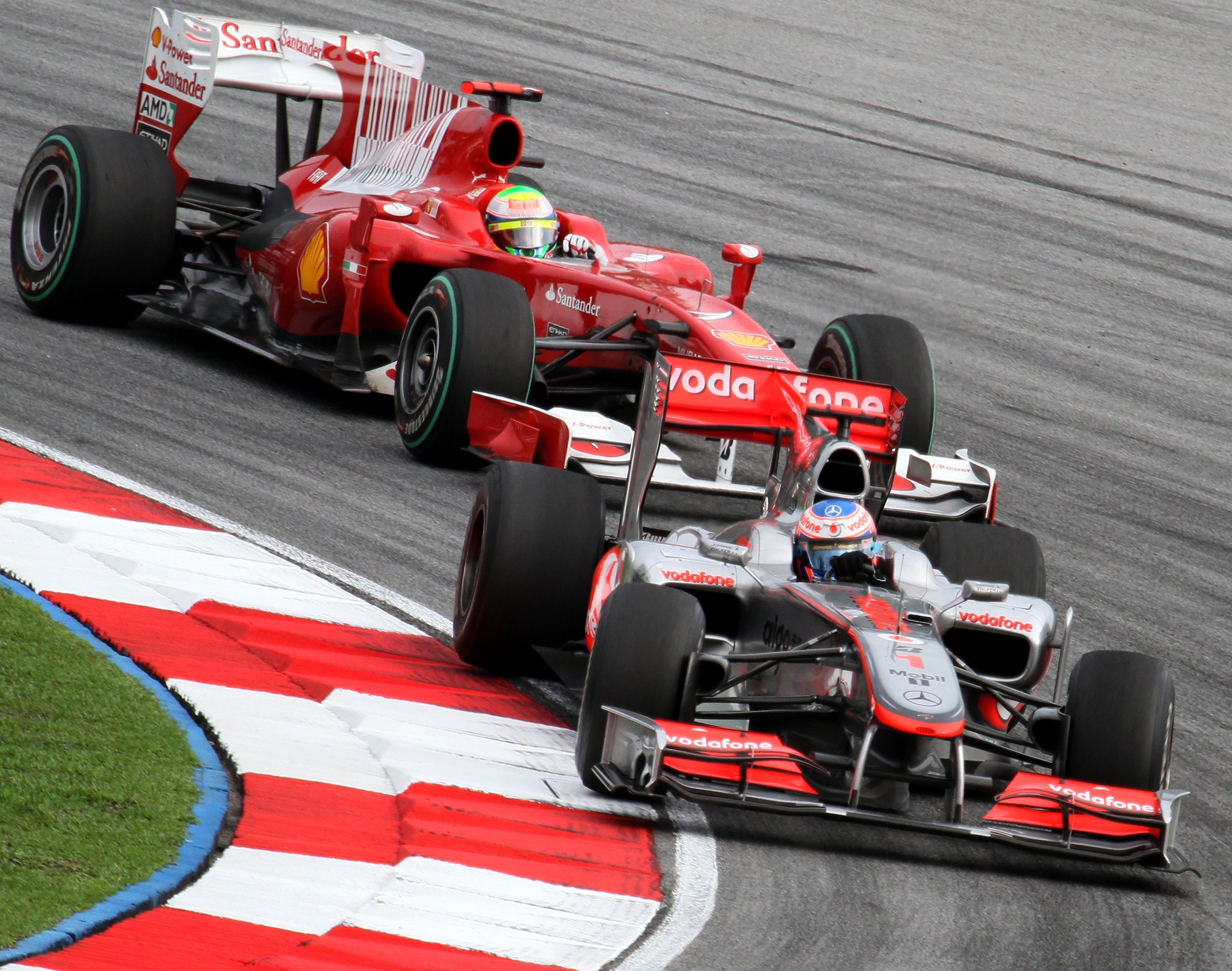
Massa insegue Jenson Button durante il Gran Premio della Malesia 2010, dove il brasiliano fu protagonista di una rimonta dal 21º al 7º posto finale.

Per il 2010 il pilota brasiliano viene riconfermato come pilota titolare al fianco dello spagnolo Fernando Alonso. Il 14 marzo 2010, in occasione della gara inaugurale di Formula 1, giunge 2º dietro al compagno di squadra Fernando Alonso, realizzando la prima doppietta per la Ferrari. Nel Gran Premio d'Australia, Massa sale sul podio nonostante i sorpassi subiti da Lewis Hamilton e Sebastian Vettel. Nel Gran Premio della Malesia, Massa giunge 7º al traguardo e supera il compagno di squadra Alonso (ritirato per guasto al motore) guadagnando la testa della classifica, ma nel Gran Premio di Cina conclude la gara 9º e cede la leadership della classifica a Jenson Button. In Spagna e a Monaco si posiziona 6º e 4º, mentre nel Gran Premio di Turchia arriva soltanto un 7º posto, davanti al compagno di squadra.

In Canada, dopo una buona partenza, rimane coinvolto in un incidente con Vitantonio Liuzzi e, costretto a sostituire l'ala anteriore, tenta una rimonta; a pochi giri dal termine è 11º dietro a Michael Schumacher ma, nel tentativo di superarlo, danneggia l'alettone anteriore e termina 15º. Nel frattempo Massa prolunga il suo contratto con la scuderia di Maranello fino al 2011. In Germania e Ungheria, il pilota brasiliano conquista rispettivamente un 2º e 4º posto contribuendo ad acquisire punti per la Ferrari nel mondiale costruttori. Ad Hockenheim deve cedere la vittoria ad Alonso per ordini di scuderia, e fra i due i rapporti si incrinano irrimediabilmente e il rendimento di Felipe ne risentirà parecchio anche negli anni a venire.

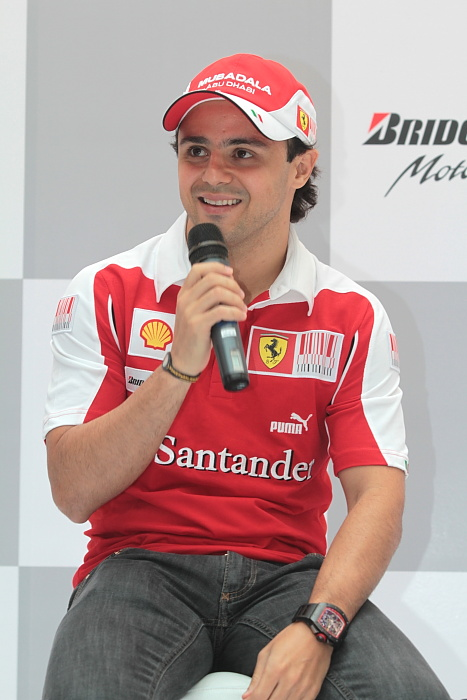
Il brasiliano durante una conferenza stampa nel settembre 2010

Riconquista il 4º posto in Belgio. Con la Ferrari che si mostra competitiva a Monza, Massa sale sul podio conquistando il 3º posto, miglior risultato per lui nel Gran Premio d'Italia, dietro al pilota della McLaren Jenson Button e al compagno di squadra Fernando Alonso. Non troppo fortunato Massa a Singapore: a causa di un problema all'elettronica non fa registrare alcun tempo cronometrato e si classifica all'ultima fila in griglia. Grazie allo sfruttamento del cambio gomme con la Safety Car in pista, Massa andrà fino al termine della gara concludendo al decimo posto, ma grazie alla penalizzazione di 20 secondi di Adrian Sutil e Nicolas Hülkenberg per aver tagliato la curva 7 traendone un vantaggio giunti rispettivamente nono e decimo, Felipe si classifica all'ottavo posto prendendo 4 punti.
In Giappone dopo essere partito dall'undicesimo posto, esce di pista alla prima curva costringendo anche l'italiano Vitantonio Liuzzi al ritiro. Felipe in Corea si classifica al terzo posto dopo una gara caratterizzata dalla pioggia. In Brasile, Massa partito dal nono posto, termina 15º dopo una difficile gara anche causata dall'errore dei meccanici al primo pit-stop che hanno avvitato male la gomma anteriore destra della vettura del brasiliano. Nell'ultimo appuntamento dell'anno, ad Abu Dhabi, Massa partito dal sesto posto termina la gara al decimo posto, dopo una corsa incolore all'interno del gruppo, a causa di una strategia poco azzeccata da parte del muretto box che ha penalizzato anche il compagno di squadra Fernando Alonso che nella stessa corsa ha visto sfumare il sogno del titolo mondiale.

##### 2011

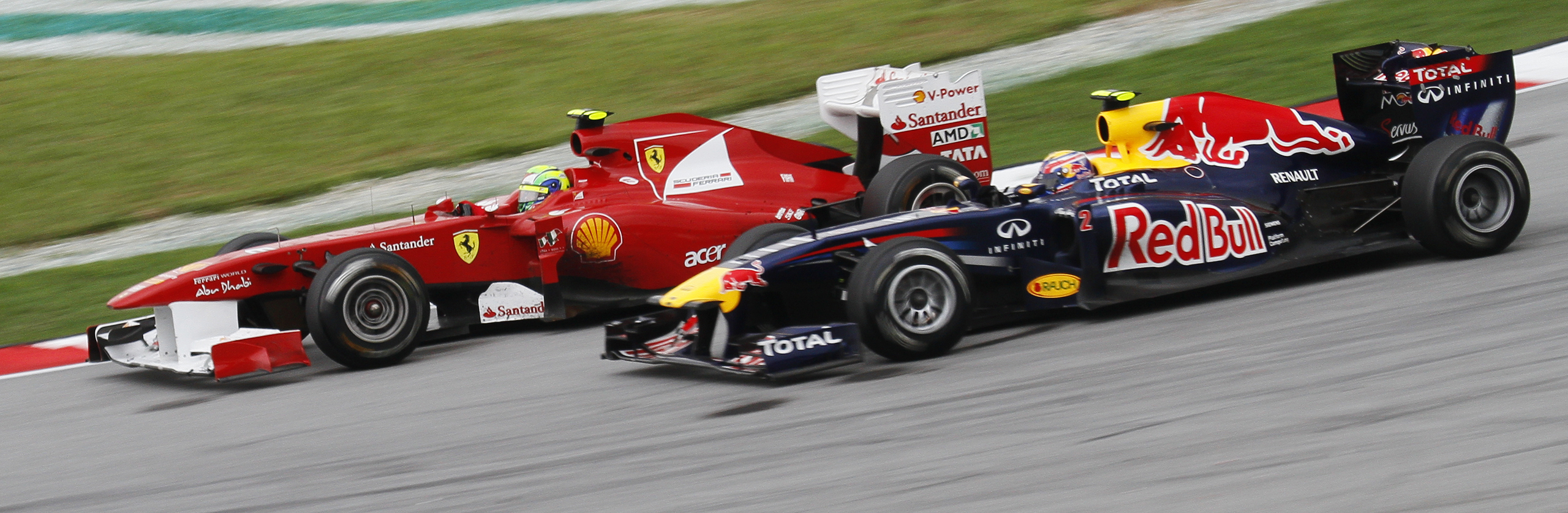
Massa a bordo della Ferrari 150º Italia, in battaglia con Mark Webber in un frangente del Gran Premio della Malesia 2011.

Confermato alla Ferrari anche per il 2011, Massa cominciò la stagione ottenendo un nono posto (diventato poi settimo grazie alla squalifica dei piloti della Sauber) nel Gran Premio d'Australia, nel quale fece anche segnare il giro più veloce in gara. Nelle due gare successive, in Cina e in Malesia, il pilota brasiliano giunse rispettivamente in quinta e in sesta posizione, precedendo in entrambe le occasioni il compagno di squadra Alonso. Seguirono un deludente undicesimo posto nel Gran Premio di Turchia e due ritiri consecutivi in Spagna e a Monaco, nel primo caso per un guasto al cambio e nel secondo per incidente. Nel movimentato Gran Premio del Canada Massa, partito dalla terza posizione in griglia, giunse al sesto posto, battendo in volata sul traguardo Kamui Kobayashi per appena 45 millesimi. Nelle tre gare successive il pilota brasiliano raccolse tre quinti posti e in Ungheria, prima della sosta estiva, un sesto posto con giro più veloce in gara. Termina solo ottavo in Belgio protagonista di una brutta prestazione anche a causa di una foratura ad uno pneumatico e a Monza sesto dopo un contatto con Mark Webber nelle prime fasi della gara.
Nel gran premio più duro della stagione a Singapore, termina nono dopo essere stato danneggiato da Lewis Hamilton alla ruota posteriore destra e solo settimo in Giappone dopo essere stato in scia con i migliori nella prima fase di gara. In Corea giunge sesto per la quinta volta nella stagione. In India, al Buddh International Circuit, termina la gara dopo 32 giri per aver rotto la sospensione anteriore sinistra prendendo male il cordolo della chicane della curva 9. Il presidente della Ferrari Luca Cordero di Montezemolo lo conferma formalmente come pilota titolare della Ferrari anche per la stagione 2012 in occasione delle finali mondiali del Mugello. Termina quinto ad Abu Dhabi, penultima prova della stagione. Stessa posizione in Brasile, ultima prova della stagione e suo gran premio di casa, dove fra l'altro festeggia il 100º gran premio con la Ferrari.

##### 2012

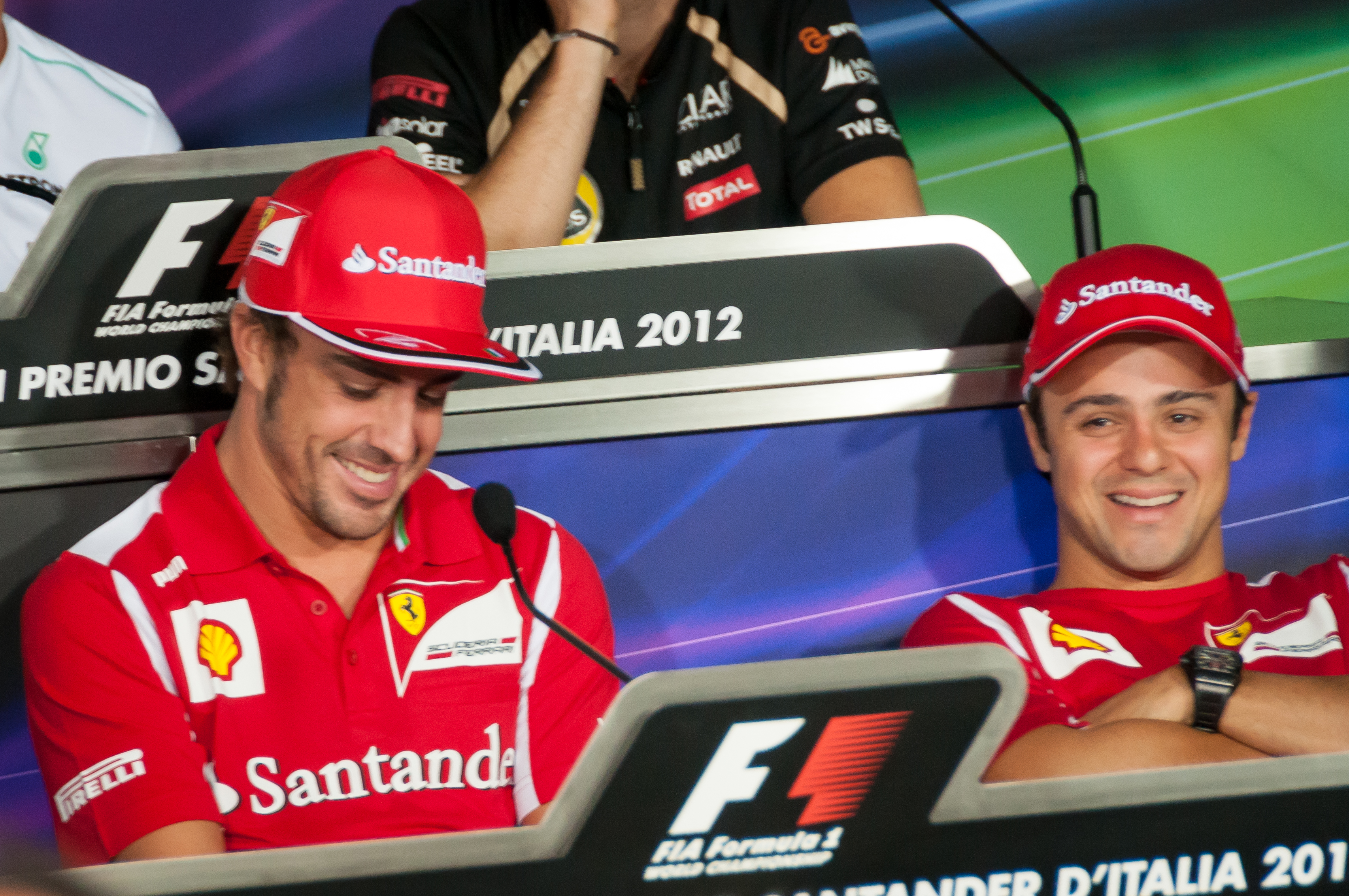
Massa (a destra) presenzia alla conferenza stampa del Gran Premio d'Italia 2012 con Fernando Alonso, suo compagno di squadra al Cavallino nel quadriennio 2010-2013.

Massa comincia la stagione 2012 già sotto esame per le dichiarazioni di Luca Cordero di Montezemolo e Stefano Domenicali in merito alle possibilità di rinnovo del contratto. Per le prime tre gare della stagione il brasiliano non riesce a ottenere punti ma la situazione cambia in Bahrein dove, dopo essere partito dalla 14ª posizione riesce ad arrivare 9º e a ottenere due punti. In Spagna, complice anche un drive trough da parte dei commissari e una cattiva strategia di pit-stop, la situazione torna poco rosea con il 15º posto alla fine della gara. Al Gran Premio di Monaco riesce per la prima volta in questa stagione ad arrivare in Q3, qualificandosi in settima posizione.
In gara ha un buon ritmo che gli vale la sesta posizione, suo miglior risultato nelle prime sei gare della stagione. Arriva a punti anche in Canada, ma stavolta, a causa di una strategia che penalizzerà anche il compagno di squadra Fernando Alonso, giunge decimo. Nel Gran Premio di Gran Bretagna, a Silverstone, è autore di una gara brillante e dopo diversi duelli con Schumacher e con Räikkönen finisce quarto, sfiorando il podio e confermando il buon momento della Ferrari. In Germania dopo un incidente in partenza che lo fa retrocedere in ventiquattresima posizione, inizia a rimontare sorpassa 12 piloti giungendo dodicesimo.

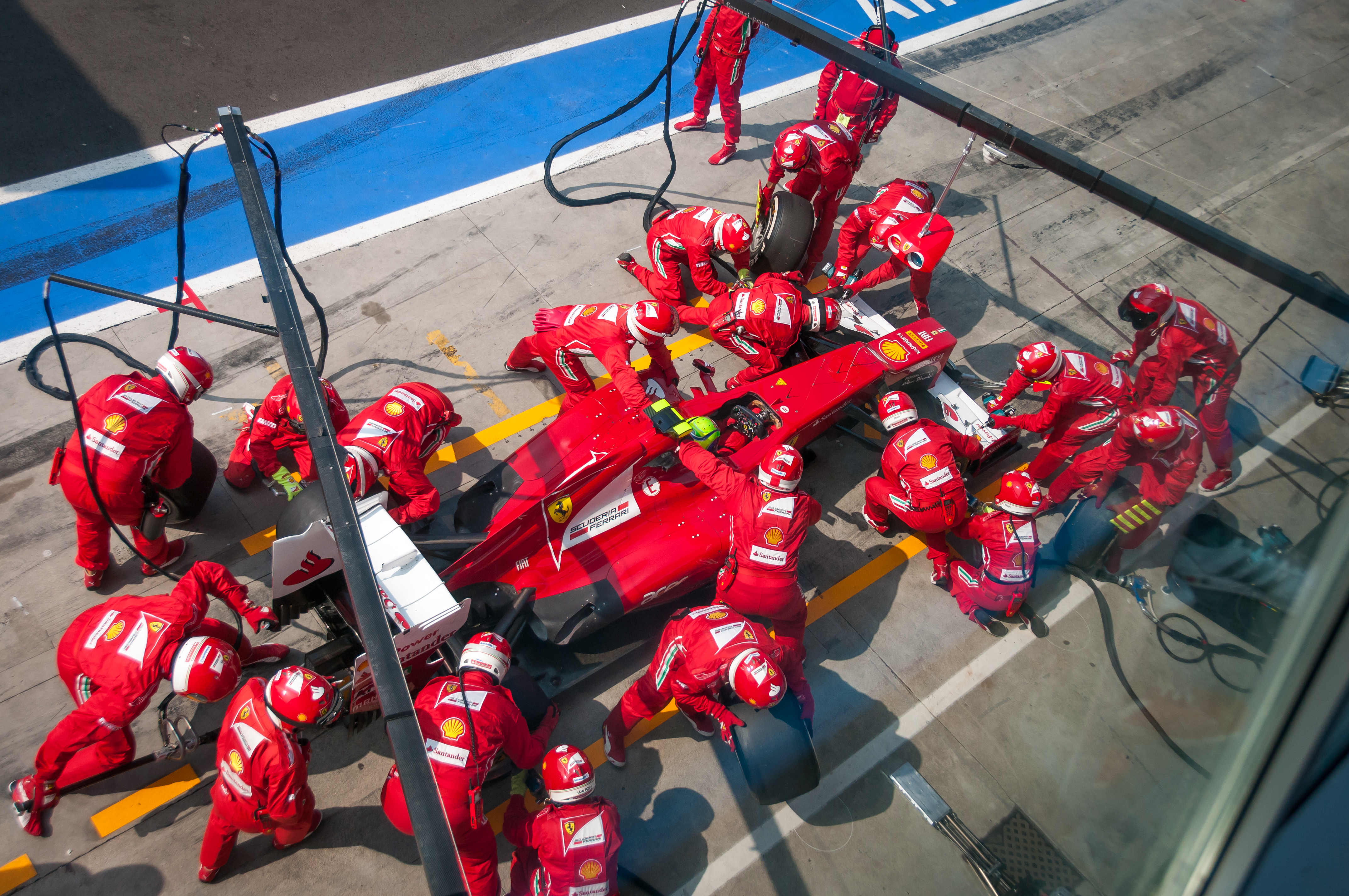
Una sosta ai box di Massa nel corso del fine settimana di Monza

Prova del momento difficilissimo di Massa è il confronto con Alonso in qualifica (dove ha sempre brillato) dopo 10 gran premi: 10 a 0 per lo spagnolo. Il brasiliano è comunque il miglior partente della stagione con 18 posizioni guadagnate al via. Nel frattempo, alla fine di luglio scade l'opzione della Ferrari sul rinnovo di contratto del brasiliano. Al Gran Premio del Belgio, è autore di una buona gara partendo quattordicesimo e giungendo quinto davanti a Mark Webber, portando a casa 10 punti e aiutando il compagno Fernando Alonso, ritirato nelle prime fasi della gara, nella lotta al titolo. Nel Gran Premio d'Italia Felipe è autore di un'ottima qualifica (3º) davanti al compagno di squadra Alonso per la prima volta in stagione.
In gara effettua una buona partenza arrivando vicino a Hamilton al 1º posto. Dopo aver tenuto per parecchio tempo il 2º posto si fa sorpassare da Button (che qualche giro dopo si sarebbe ritirato) da Alonso e da Perez chiudendo al 4º posto e sfiorando il podio. Al Gran Premio di Singapore il brasiliano è vittima di una foratura causatagli dal russo Vitalij Petrov. Tale foratura lo costringerà a un immediato rientro ai box, ma poi il ferrarista è autore di una grande rimonta che gli varrà l'ottava posizione in classifica. In Giappone Massa torna sul podio giungendo 2º, dopo essere partito 10º, la prima volta dopo Corea 2010. Nel successivo Gran Premio in Corea Massa giunge 4º alle spalle del compagno di squadra Fernando Alonso.
I buoni risultati ottenuti nella seconda metà di stagione spingono la Ferrari a confermarlo anche per il 2013. Nelle ultime gare della stagione il brasiliano conferma il buon momento di forma, giungendo a punti sia in India che ad Abu Dhabi. Nel Gran Premio degli Stati Uniti Massa batte per la seconda volta in stagione il compagno di squadra in qualifica, venendo però fatto penalizzare di proposito dalla scuderia per permettere ad Alonso, in lotta per il mondiale, di partire dal lato "pulito" della pista. Il pilota brasiliano conclude la gara in quarta posizione, alle spalle dello stesso Alonso. Anche nella gara di casa Massa risulta più rapido di Alonso in qualifica, aiutando e difendendo l'asturiano nelle prime fasi di gara (memorabile la sua manovra che porta Alonso al doppio sorpasso su Webber e sul brasiliano) chiudendo il Gran Premio in terza posizione e conquistando il secondo podio stagionale. Il titolo però ancora una volta sfugge alla rossa, mentre Massa conclude il campionato in settima posizione, con 122 punti.

##### 2013

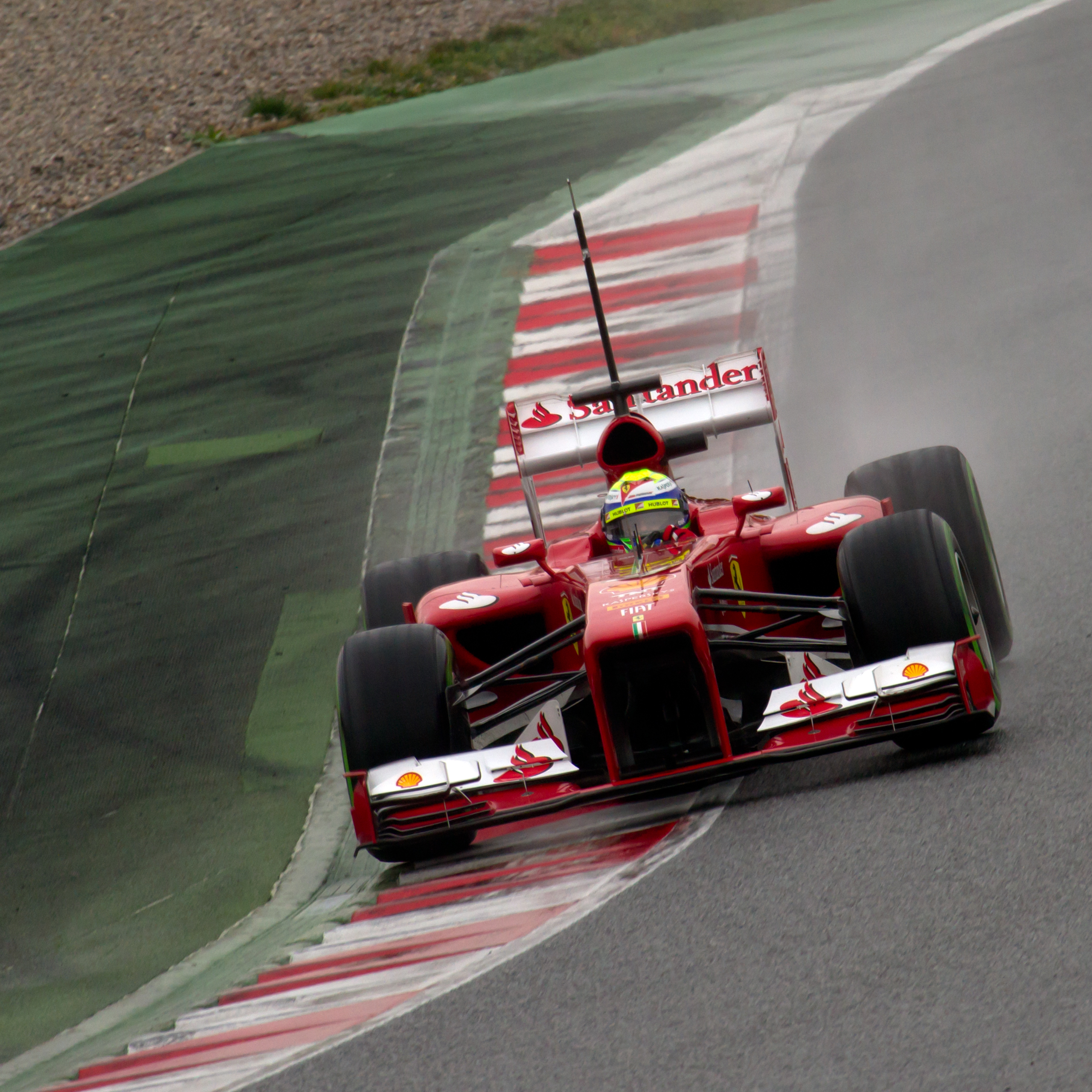
Massa collauda la Ferrari F138 durante i test precampionato del febbraio 2013 sul circuito di Catalogna.

Confermato nella Scuderia Ferrari anche per il 2013, Massa inizia la stagione con un 4º posto in Australia, dopo essere partito in qualifica davanti al compagno di squadra Alonso; con la gara di Melbourne, supera suo malgrado il record di gare consecutive in Ferrari senza ottenere vittorie (68), battendo il precedente record di 67 che apparteneva a Jean Alesi. In Malesia il brasiliano torna in prima fila, qualificandosi ancora davanti ad Alonso (l'ultima volta che Massa era partito in prima fila era stata nel Gran Premio del Bahrein 2010); in gara, causa anche una brutta partenza, giunge 5º. Anche in Cina, dopo un avvio di gara all'attacco, deve accontentarsi della 6ª posizione a causa del traffico e della mancanza di grip.
In Bahrein conclude la gara nelle retrovie, per via di due forature. In Spagna, subisce una penalità per aver ostacolato Mark Webber in qualifica, venendo arretrato e costretto a partire 9º in griglia; tuttavia in gara riesce a recuperare fino al 3º posto, conquistando così il primo podio stagionale. Al Gran Premio di Monaco, in seguito a un brutto incidente alla curva Sainte Devote, non prende parte alle qualifiche, partendo dunque ultimo; in gara è costretto al ritiro dopo 30 giri per un incidente dalla dinamica simile, causato da problemi alla sospensione anteriore sinistra. Nel successivo weekend, nel Gran Premio del Canada, si qualifica 16º; in gara Massa, dopo una bella rimonta, conquista l'8ª posizione finale.

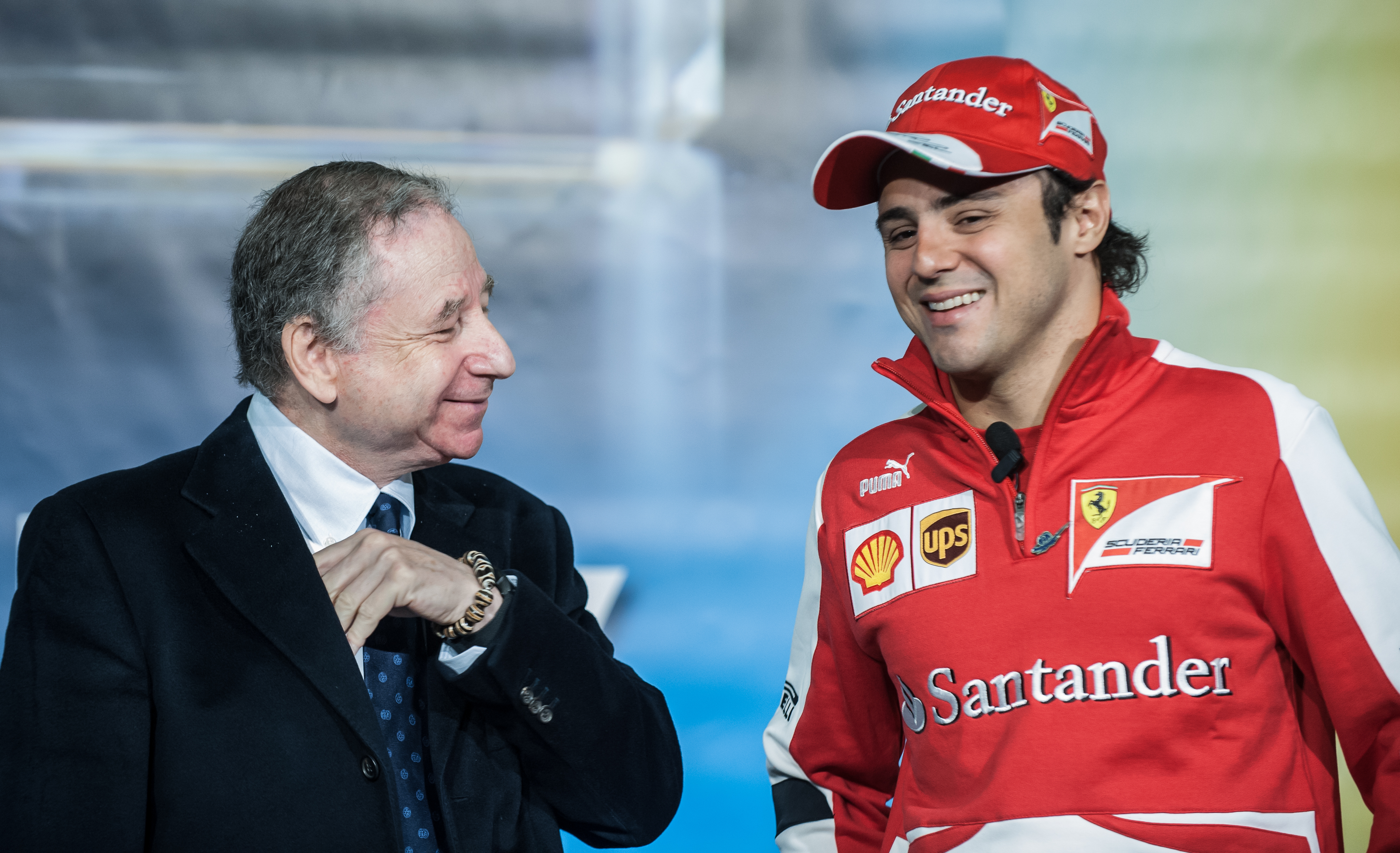
Massa (a destra) nel maggio 2013 con il presidente della FIA, Jean Todt, già suo direttore sportivo a Maranello.

Nel Gran Premio di Gran Bretagna il pilota brasiliano, in qualifica, non va oltre il 12º posto in griglia. In gara, dopo un buon inizio, è suo malgrado protagonista (assieme ad altri piloti) di forature causate da detriti sulla pista, che lo fanno precipitare fino alla 22ª posizione; sfruttando la strategia di gara e i vari ingressi della safety car, riesce a rimontare il gruppo e a concludere la prova britannica 6º. Dopo un ritiro avvenuto durante le prime fasi del GP di Germania, Massa conclude 8 gare consecutive in zona punti conquistando come migliore risultato due quarti posti in Italia e in India. La striscia di gare concluse in zona punti si conclude negli USA con un deludente 12º posto, complice del risultato anche la scarsa competitività della Ferrari F138. Torna in zona punti nel gran premio di casa ma, dopo aver occupato per gran parte della gara la quarta posizione, concluderà solo settimo a causa di una penalità inflitta al brasiliano per aver tagliato più volte la linea che delimita l'ingresso alla pit-lane. La stagione si conclude con 112 punti in ottava posizione finale: termina così l'avventura di Massa in Ferrari, che con la "Rossa" ha conquistato in totale 11 vittorie, 14 giri veloci, 15 pole position, 789 punti e come miglior risultato assoluto un secondo posto ottenuto nel 2008.

#### 2014-2017: Williams

##### 2014
Il 10 settembre 2013, dopo il Gran Premio d'Italia, annuncia dopo otto anni l'addio alla Scuderia Ferrari, a partire dalla stagione successiva. Circa due mesi dopo, l'11 novembre, la Williams annuncia l'ingaggio del brasiliano a partire dal 2014, in sostituzione di Pastor Maldonado.

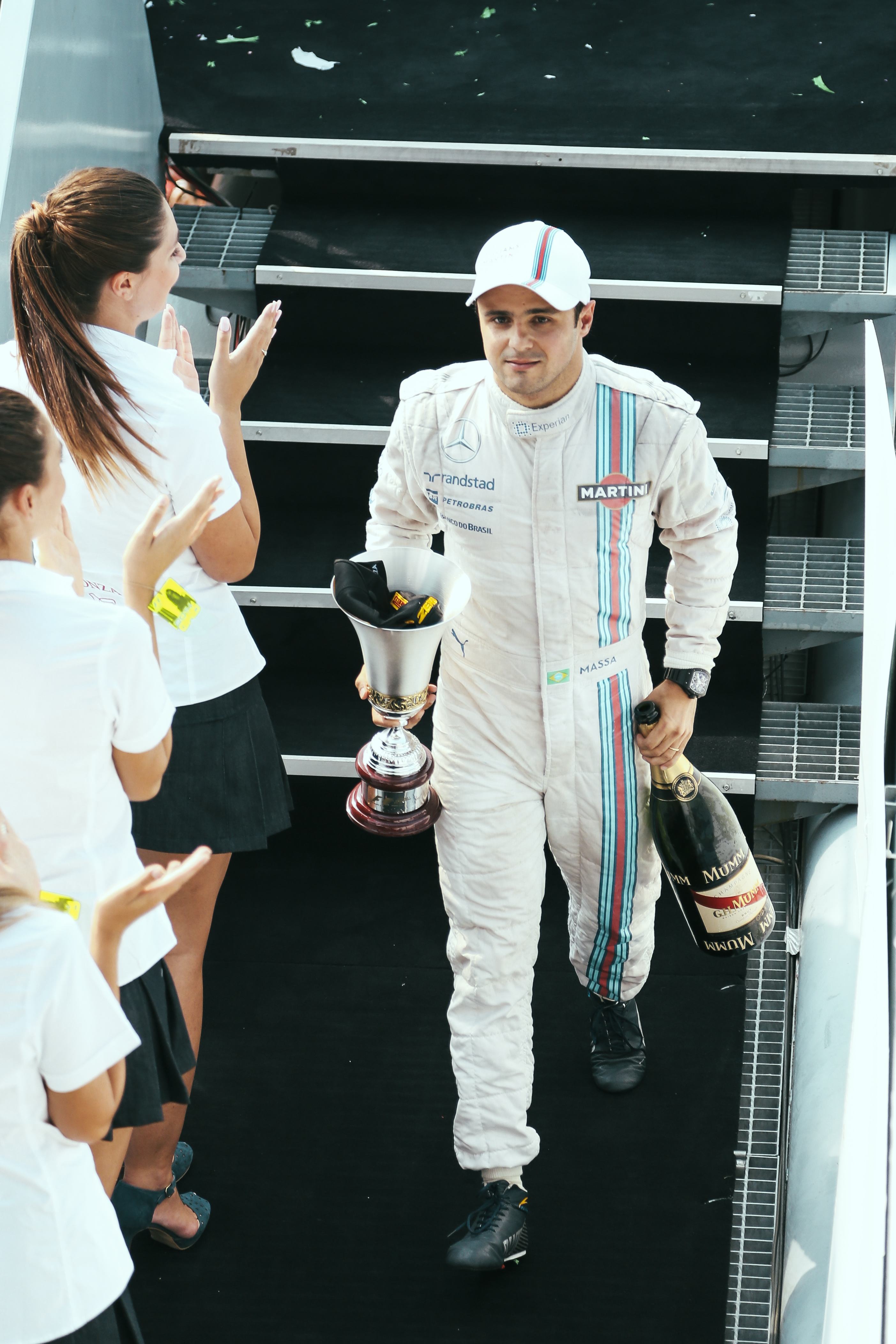
Massa scende dal podio del Gran Premio d'Italia 2014, chiuso al 3º posto.

L'inizio del campionato 2014 è a fasi alterne per il brasiliano, che a Melbourne, sede del primo Gran Premio dell'anno, è costretto al ritiro già alla prima curva dopo essere stato tamponato da Kamui Kobayashi. Seguono due settimi posti in Malesia e in Bahrein; nella prima occasione Massa è protagonista di un acceso scambio radio con la sua squadra, che gli chiede di cedere la posizione al compagno di squadra Valtteri Bottas, ordine al quale il brasiliano si rifiuterà di obbedire. In Cina il brasiliano è invece rallentato da un problema al cambio gomme, che lo fa sprofondare nelle retrovie mentre si trovava in sesta posizione. Il pilota brasiliano torna a punti a Monaco, dove coglie un altro settimo posto dopo aver rimontato dalla sedicesima posizione in griglia. In Canada, invece, Massa è coinvolto in un violento incidente nelle fasi finali di gara, mentre si contendeva il quarto posto con Sergio Pérez, uscendone illeso. In Austria conquista la sua sedicesima pole position a distanza di sei anni dall'ultima, ottenuta nel Gran Premio del Brasile 2008. Quella sarà anche l'unica pole conquistata da una scuderia diversa dalla Mercedes in tutta la stagione. In gara non riesce tuttavia a confermare il risultato, venendo scavalcato prima dalle Mercedes di Rosberg e Hamilton e successivamente anche dal compagno di squadra Bottas e concludendo la gara in quarta posizione.
Seguono due ritiri per incidente in Gran Bretagna e in Germania. Nella prima occasione Massa manda la sua vettura in testacoda per non colpire frontalmente quella di Kimi Räikkönen che, priva di controllo, gli attraversa la traiettoria, dovendosi però ritirare per i danni riportati dalla sua monoposto nell'impatto. Nel secondo caso il pilota brasiliano viene a contatto con la McLaren di Kevin Magnussen poco dopo la partenza, dovendosi anche in questo caso ritirare.
Massa torna a punti in Ungheria, dove taglia il traguardo in quinta posizione, conquistando poi il primo podio stagionale nel Gran Premio d'Italia, chiuso in terza posizione. Il pilota brasiliano replica questo risultato nel Gran Premio di casa, chiudendo poi la stagione con un secondo posto nel conclusivo Gran Premio di Abu Dhabi. Questi buoni risultati gli consentono di recuperare posizioni in classifica: a fine anno Massa si piazza al settimo posto assoluto, con 134 punti.

##### 2015

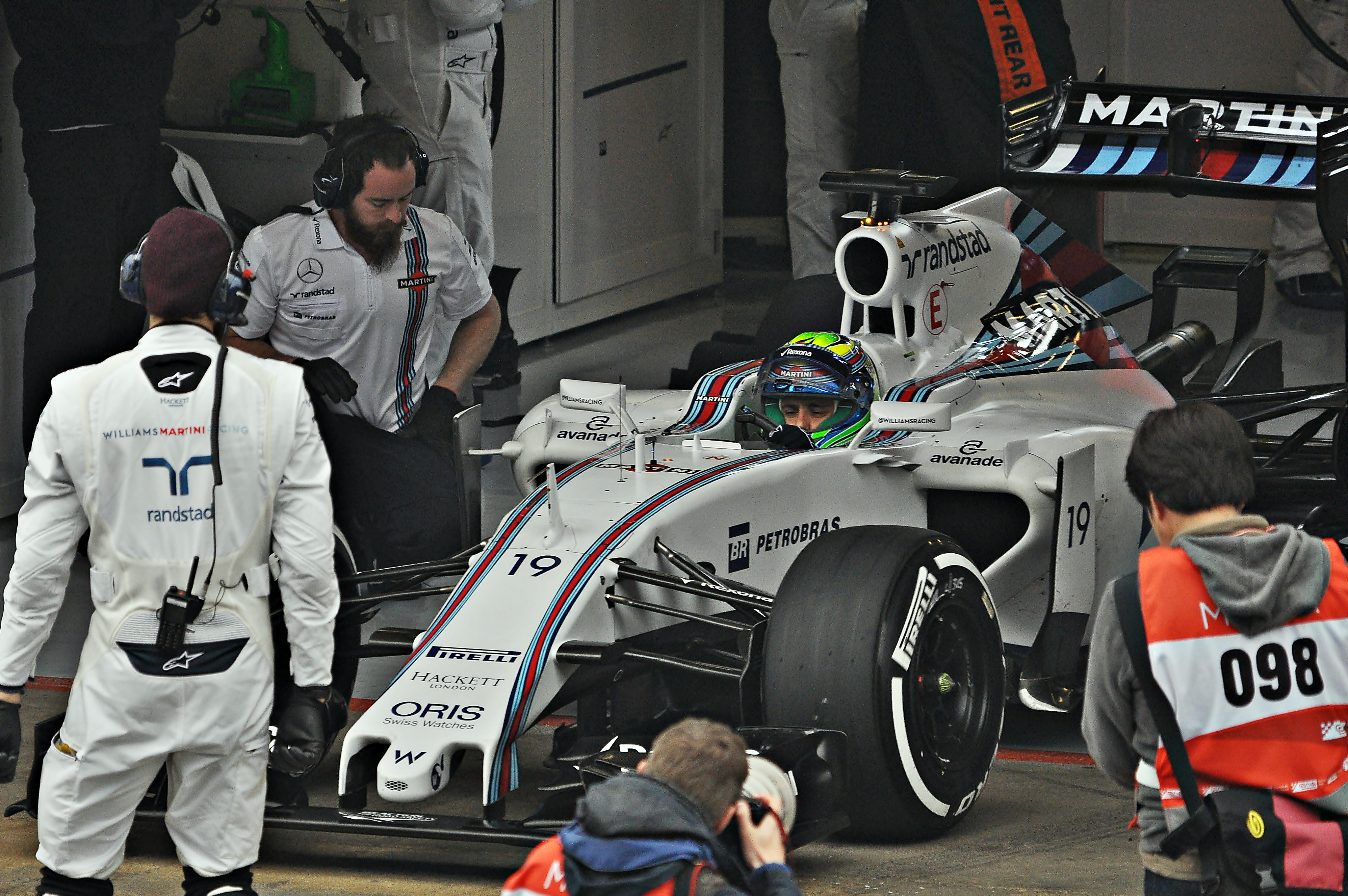
Massa nell'abitacolo della sua Williams FW37, nei box di Montmeló, durante i test precampionato del febbraio 2015.

Massa apre il 2015 con un piazzamento a punti dopo un terzo posto in qualifica davanti alle Ferrari e al compagno di squadra Bottas, classificandosi quarto al traguardo nell'inaugurale Gran Premio d'Australia dopo un duello con Vettel. Ottiene punti anche in Malesia, dove taglia il traguardo in sesta posizione dopo essere stato sopravanzato nelle ultime tornate dal compagno di squadra, e in Cina, dove conquista un quinto posto.
In Bahrein Massa è costretto a partire dalla corsia dei box per un problema ad un sensore, che impedisce l'avviamento della sua vettura. La rimonta viene complicata da un contatto nelle prime fasi di gara, nel quale il fondo piatto della vettura viene danneggiato, e il pilota brasiliano deve accontentarsi del decimo posto.
Giunge di nuovo sul podio nel Gran Premio d'Austria davanti a Vettel, dopo avergli resistito nel finale. Nel successivo Gran Premio d'Inghilterra giunge quarto dopo aver condotto la gara fino al ventesimo giro, venendo poi sopravanzato da Hamilton e mancando il podio a causa di una strategia sbagliata nel finale di gara, dopo il cambiamento delle condizioni climatiche della pista. Giunge poi 12º in Ungheria dopo aver condotto tutta la gara con un problema alla sua monoposto. In Italia giunge al podio per la seconda volta in stagione arrivando terzo. Dopo due gran premi senza punti, in Russia giunge quarto, dopo una bella rimonta.
Nel Gran Premio di casa vive un week end difficile dettato dalla difficoltà nel trovare un buon setting della macchina dopo le recenti modifiche ai cordoli del circuito. Dopo una qualifica discreta che lo vede conquistare la terza fila viene squalificato dopo la fine della gara, conclusa all'ottavo posto, a causa della pressione della sua anteriore destra che non rispettava i limiti imposti dalla federazione. Nel Gran Premio finale, quello di Abu Dhabi, giunge ottavo. Termina la stagione al sesto posto nella classifica generale, alle spalle del compagno di squadra Valtteri Bottas. Nella stagione ha totalizzato due terzi posti (Austria e Italia) e finisce con 121 punti.

##### 2016

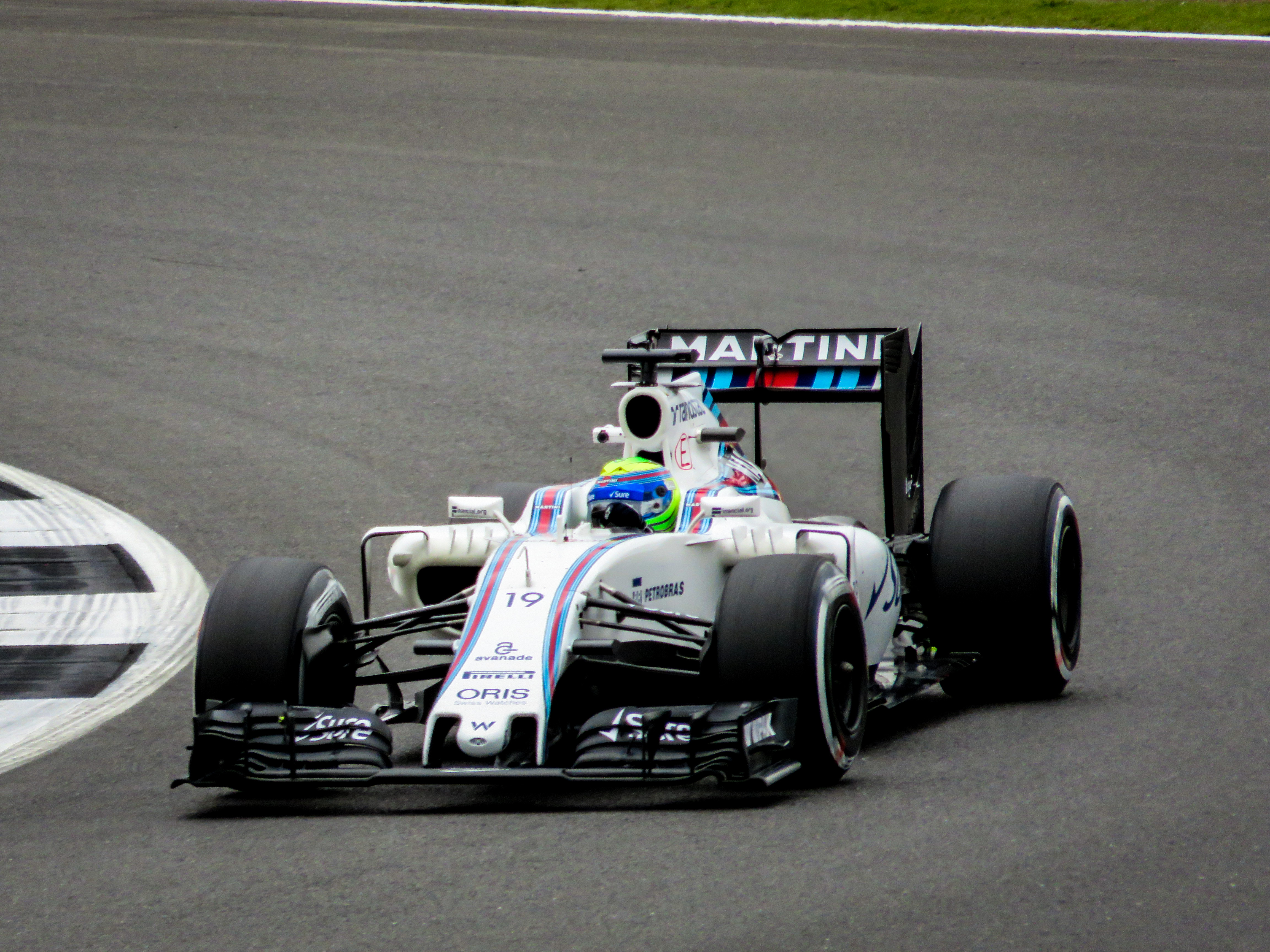
Massa nel 2016

Nel 2016 Massa apre la stagione con un quinto posto in Australia, dopo essere scattato dalla sesta piazza. In Bahrein, dopo aver occupato la seconda piazza nei primi giri, chiude ottavo per via di una errata scelta delle gomme (la Wiliams ha utilizzato esclusivamente gomme medie). In Cina, nonostante una brutta qualifica, chiusa in undicesima posizione, arriva sesto, grazie a una strategia più conservativa. In Russia chiude quinto, dopo essere partito dalla quarta casella. I successivi tre GP vedono Massa raccogliere solo 6 punti, per via di un ottavo posto in Spagna, un ritiro in Canada e due decimi posti a Monaco e in Azerbaigian, scendendo in nona posizione nella classifica piloti. In Austria e Gran Bretagna chiude fuori dalla zona punti. In Ungheria un'errata strategia della Williams in qualifica lo relega nelle ultime file: in gara il pilota brasiliano non riesce a recuperare posizioni, chiudendo diciottesimo. In Germania, partito decimo, viene urtato da Jolyon Palmer, e danneggiata la sua aerodinamica, Massa si ritira dopo aver passato la gara a centro gruppo. In Belgio chiude decimo.
Il 1º settembre 2016 nella conferenza stampa precedente al Gran Premio d'Italia annuncia la sua volontà di concludere la stagione e poi ritirarsi dalla Formula 1. Nel fine settimana brianzolo termina la gara al nono posto, dopo essere partito undicesimo. Non ottiene punti a Singapore e in Malesia. In seguito conquista due noni posti in Giappone e in Messico e un settimo negli Stati Uniti. Per il suo ultimo Gran Premio di casa Massa si ritira per un incidente nel rettilineo dei box. Chiude la stagione all'undicesimo posto in classifica generale, con 53 punti.

##### 2017

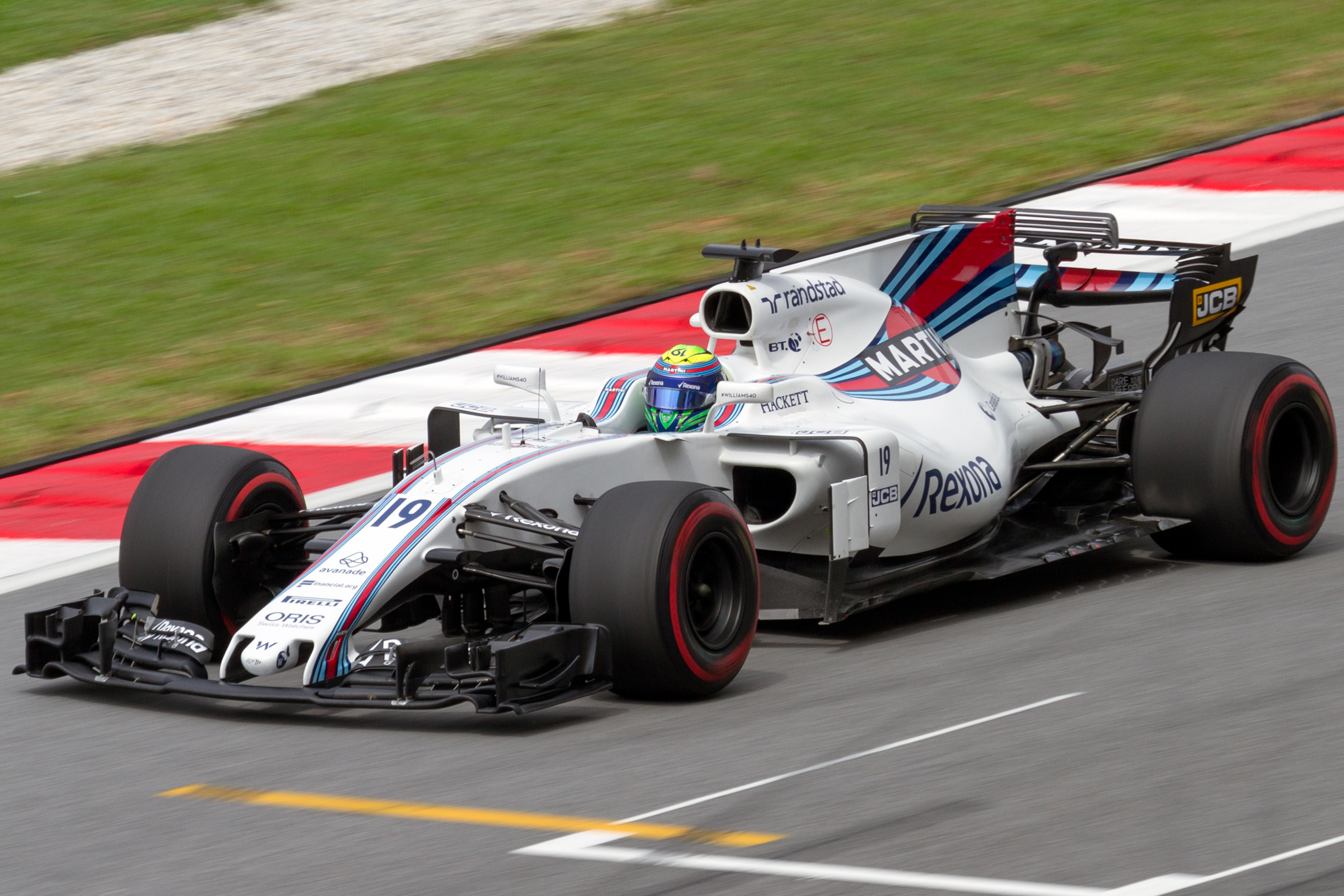
Massa in Malesia

Il 16 gennaio 2017, dopo l'ufficialità del passaggio di Valtteri Bottas alla Mercedes, il brasiliano viene richiamato dalla Williams per un'altra stagione in Formula 1.
Massa apre la stagione con un sesto posto in Australia, piazzamento bissato in Bahrein; nel mezzo il quattordicesimo posto in Cina. Nel Gran Premio di Russia chiude al nono posto, dopo essere stato costretto a una sosta supplementare per una foratura. I due sesti posti conquistati a inizio campionato restano i migliori risultati stagionali. A Baku Massa, scattato dalla nona posizione, si trova a lottare per le posizioni di vertice, risalendo ai margini del podio a metà gara: tuttavia, il pilota brasiliano deve ritirarsi per un problema ad un ammortizzatore, perdendo la possibilità di lottare per la vittoria. Dopo due piazzamenti a punti consecutivi in Austria e a Silverstone, in occasione del Gran Premio d'Ungheria Massa è costretto a dare forfait per un malessere avvertito al termine delle prove libere, lasciando il posto a Paul di Resta.
Il pilota brasiliano torna al volante nel successivo Gran Premio del Belgio, chiuso in ottava posizione dopo essere scattato dalla 16ª casella. Nella parte finale della stagione Massa taglia il traguardo quasi sempre in zona punti: fanno eccezione il Gran Premio di Singapore e il Gran Premio del Messico, nei quali il pilota brasiliano viene penalizzato rispettivamente da un'errata scelta di strategia e da una foratura nelle prime fasi di gara.
Il 4 novembre 2017 Massa annuncia il suo definitivo ritiro a fine stagione dalla Formula 1 con un post su Twitter. Il pilota brasiliano chiude la stagione confermando l'undicesimo posto assoluto del 2016, ma con dieci punti in meno rispetto alla stagione precedente.

### Formula E

#### 2018-2019

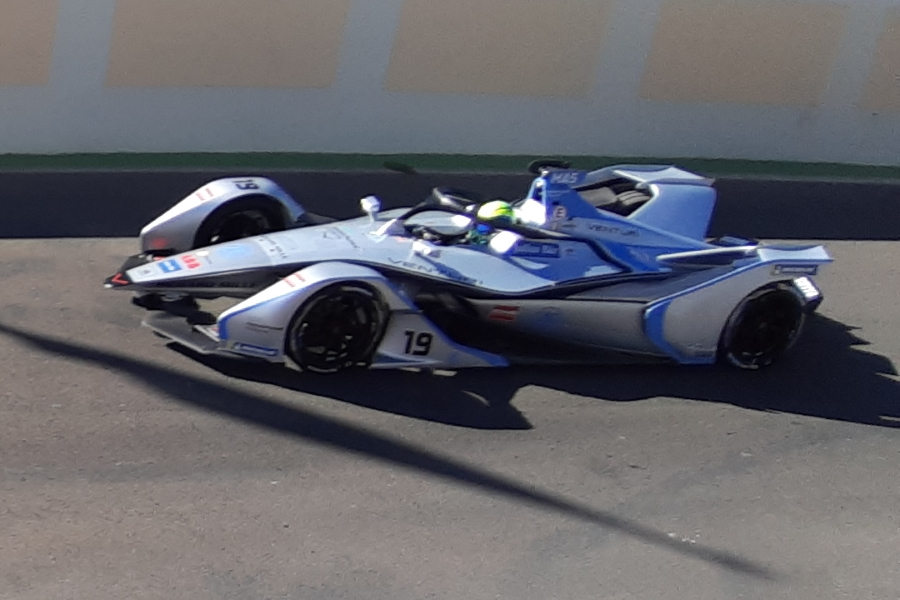
Massa all'E-Prix di Marrakech 2019

Dalla stagione 2018-2019 partecipa al campionato di Formula E con il team Venturi Grand Prix, con cui ha firmato un contratto triennale. Dopo un inizio difficoltoso, a partire dall'E-Prix di Città del Messico 2019 giunge a punti in 5 gare su 6, e a Monaco giunge terzo al traguardo, ottenendo il suo primo podio nella serie elettrica. Conclude la stagione con 36 punti.
2019-2020
Nella stagione successiva continua a correre con Venturi nella categoria elettrica. I primi punti arrivano alla terza gara, a Santiago del Chile, in cui conquista un nono posto.

### Dopo la Formula E
Conclusa la sua avventura in Formula E, Massa torna in Brasile, nel 2020 partecipa alla Porsche GT3 Cup Brasil per poi passare i tre anni successici a correre nella Stock Car Brasil. Nel 2023 ottiene due vittorie, mentre nel 2024 diventa vice campione dietro a Gabriel Casagrande, davanti a suo figlio Eduardo Barrichello. Sempre nel 2024, il brasiliano decide di unirsi al team Riley per partecipare alla 24 Ore di Daytona nella classe LMP2.

## Risultati completi

### Euro Formula 3000
(legenda) (Le gare in grassetto indicano la pole) (Le gare in corsivo indicano il giro veloce)
| Anno | Scuderia          | 1     | 2     | 3     | 4     | 5       | 6     | 7     | 8     | Posizione | Punti |
| ---- | ----------------- | ----- | ----- | ----- | ----- | ------- | ----- | ----- | ----- | --------- | ----- |
| 2001 | Draco Junior Team | VLL 1 | PER 1 | MOZ 1 | DON 8 | ZOL Rit | IMO 1 | NÜR 1 | VAL 1 | 1º        | 60    |

### European Supertouring Championship
(legenda) (Le gare in grassetto indicano la pole) (Le gare in corsivo indicano il giro veloce)
| Anno | Squadra       | Vettura        | 1   | 2   | 3   | 4   | 5   | 6   | 7   | 8   | 9   | 10  | 11  | 12  | 13  | 14  | 15  | 16  | 17  | 18  | 19  | 20  | Punti | Pos. |
| ---- | ------------- | -------------- | --- | --- | --- | --- | --- | --- | --- | --- | --- | --- | --- | --- | --- | --- | --- | --- | --- | --- | --- | --- | ----- | ---- |
| 2001 | Team Nordauto | Alfa Romeo 156 | MNZ | MNZ | BRN | BRN | MAG | MAG | SIL | SIL | ZOL | ZOL | HUN | HUN | RBR | RBR | NÜR | NÜR | JAR | JAR | EST | EST | 71    | 23º  |
| 2001 | Team Nordauto | Alfa Romeo 156 |     |     |     |     |     |     |     |     |     |     |     |     |     |     |     |     | 14  | 6   | 5   | Rit | 71    | 23º  |

### Formula 1
| 2002 | Scuderia | Vettura |     |   |     |   |   |     |     |   |   |   |     |   |   |     |     |  |     |  |  |  |  |  |  |  | Punti | Pos. |
| ---- | -------- | ------- | --- | - | --- | - | - | --- | --- | - | - | - | --- | - | - | --- | --- |  | --- |  |  |  |  |  |  |  | ----- | ---- |
| 2002 | Sauber   | C21     | Rit | 6 | Rit | 8 | 5 | Rit | Rit | 9 | 6 | 9 | Rit | 7 | 7 | Rit | Rit |  | Rit |  |  |  |  |  |  |  | 4     | 13º  |

| 2004 | Scuderia | Vettura |     |   |    |    |   |   |   |     |     |    |   |    |     |   |    |   |   |   |  |  |  |  |  |  | Punti | Pos. |
| ---- | -------- | ------- | --- | - | -- | -- | - | - | - | --- | --- | -- | - | -- | --- | - | -- | - | - | - |  |  |  |  |  |  | ----- | ---- |
| 2004 | Sauber   | C23     | Rit | 8 | 12 | 10 | 9 | 5 | 9 | Rit | Rit | 13 | 9 | 13 | Rit | 4 | 12 | 8 | 9 | 8 |  |  |  |  |  |  | 12    | 12º  |

| 2005 | Scuderia | Vettura |    |    |   |    |    |   |    |   |    |     |    |   |    |     |   |    |    |    |   |  |  |  |  |  | Punti | Pos. |
| ---- | -------- | ------- | -- | -- | - | -- | -- | - | -- | - | -- | --- | -- | - | -- | --- | - | -- | -- | -- | - |  |  |  |  |  | ----- | ---- |
| 2005 | Sauber   | C24     | 10 | 10 | 7 | 10 | 11 | 9 | 14 | 4 | NP | Rit | 10 | 8 | 14 | Rit | 9 | 10 | 11 | 10 | 6 |  |  |  |  |  | 11    | 13º  |

| 2006 | Scuderia | Vettura |   |   |     |   |   |   |   |   |   |   |   |   |   |   |   |     |   |   |  |  |  |  |  |  | Punti | Pos. |
| ---- | -------- | ------- | - | - | --- | - | - | - | - | - | - | - | - | - | - | - | - | --- | - | - |  |  |  |  |  |  | ----- | ---- |
| 2006 | Ferrari  | 248 F1  | 9 | 5 | Rit | 4 | 3 | 4 | 9 | 5 | 5 | 2 | 3 | 2 | 7 | 1 | 9 | Rit | 2 | 1 |  |  |  |  |  |  | 80    | 3º   |

| 2007 | Scuderia | Vettura |   |   |   |   |   |    |   |   |   |   |    |   |     |   |   |   |   |  |  |  |  |  |  |  | Punti | Pos. |
| ---- | -------- | ------- | - | - | - | - | - | -- | - | - | - | - | -- | - | --- | - | - | - | - |  |  |  |  |  |  |  | ----- | ---- |
| 2007 | Ferrari  | F2007   | 6 | 5 | 1 | 1 | 3 | SQ | 3 | 2 | 5 | 2 | 13 | 1 | Rit | 2 | 6 | 3 | 2 |  |  |  |  |  |  |  | 94    | 4º   |

| 2008 | Scuderia | Vettura |     |     |   |   |   |   |   |   |    |   |    |   |   |   |    |   |   |   |  |  |  |  |  |  | Punti | Pos. |
| ---- | -------- | ------- | --- | --- | - | - | - | - | - | - | -- | - | -- | - | - | - | -- | - | - | - |  |  |  |  |  |  | ----- | ---- |
| 2008 | Ferrari  | F2008   | Rit | Rit | 1 | 2 | 1 | 3 | 5 | 1 | 13 | 3 | 17 | 1 | 1 | 6 | 13 | 7 | 2 | 1 |  |  |  |  |  |  | 97    | 2º   |

| 2009 | Scuderia | Vettura |     |   |     |    |   |   |   |   |   |    |     |     |     |     |     |     |     |  |  |  |  |  |  |  | Punti | Pos. |
| ---- | -------- | ------- | --- | - | --- | -- | - | - | - | - | - | -- | --- | --- | --- | --- | --- | --- | --- |  |  |  |  |  |  |  | ----- | ---- |
| 2009 | Ferrari  | F60     | Rit | 9 | Rit | 14 | 6 | 4 | 6 | 4 | 3 | NP | INF | INF | INF | INF | INF | INF | INF |  |  |  |  |  |  |  | 22    | 11º  |

| 2010 | Scuderia | Vettura |   |   |   |   |   |   |   |    |    |    |   |   |   |   |   |     |   |    |    |  |  |  |  |  | Punti | Pos. |
| ---- | -------- | ------- | - | - | - | - | - | - | - | -- | -- | -- | - | - | - | - | - | --- | - | -- | -- |  |  |  |  |  | ----- | ---- |
| 2010 | Ferrari  | F10     | 2 | 3 | 7 | 9 | 6 | 4 | 7 | 15 | 11 | 15 | 2 | 4 | 4 | 3 | 8 | Rit | 3 | 15 | 10 |  |  |  |  |  | 144   | 6º   |

| 2011 | Scuderia | Vettura     |   |   |   |    |     |     |   |   |   |   |   |   |   |   |   |   |     |   |   |  |  |  |  |  | Punti | Pos. |
| ---- | -------- | ----------- | - | - | - | -- | --- | --- | - | - | - | - | - | - | - | - | - | - | --- | - | - |  |  |  |  |  | ----- | ---- |
| 2011 | Ferrari  | 150º Italia | 7 | 5 | 6 | 11 | Rit | Rit | 6 | 5 | 5 | 5 | 6 | 8 | 6 | 9 | 7 | 6 | Rit | 5 | 5 |  |  |  |  |  | 118   | 6º   |

| 2012 | Scuderia | Vettura |     |    |    |   |    |   |    |    |   |    |   |   |   |   |   |   |   |   |   |   |  |  |  |  | Punti | Pos. |
| ---- | -------- | ------- | --- | -- | -- | - | -- | - | -- | -- | - | -- | - | - | - | - | - | - | - | - | - | - |  |  |  |  | ----- | ---- |
| 2012 | Ferrari  | F2012   | Rit | 15 | 13 | 9 | 15 | 6 | 10 | 16 | 4 | 12 | 9 | 5 | 4 | 8 | 2 | 4 | 6 | 7 | 4 | 3 |  |  |  |  | 122   | 7º   |

| 2013 | Scuderia | Vettura |   |   |   |    |   |     |   |   |     |   |   |   |   |   |    |   |   |    |   |  |  |  |  |  | Punti | Pos. |
| ---- | -------- | ------- | - | - | - | -- | - | --- | - | - | --- | - | - | - | - | - | -- | - | - | -- | - |  |  |  |  |  | ----- | ---- |
| 2013 | Ferrari  | F138    | 4 | 5 | 6 | 15 | 3 | Rit | 8 | 6 | Rit | 8 | 7 | 4 | 6 | 9 | 10 | 4 | 8 | 12 | 7 |  |  |  |  |  | 112   | 8º   |

| 2014 | Scuderia | Vettura |     |   |   |    |    |   |    |   |     |     |   |    |   |   |   |    |   |   |   |  |  |  |  |  | Punti | Pos. |
| ---- | -------- | ------- | --- | - | - | -- | -- | - | -- | - | --- | --- | - | -- | - | - | - | -- | - | - | - |  |  |  |  |  | ----- | ---- |
| 2014 | Williams | FW36    | Rit | 7 | 7 | 15 | 13 | 7 | 12 | 4 | Rit | Rit | 5 | 13 | 3 | 5 | 7 | 11 | 4 | 3 | 2 |  |  |  |  |  | 134   | 7º   |

| 2015 | Scuderia | Vettura |   |   |   |    |   |    |   |   |   |    |   |   |     |    |   |     |   |    |   |  |  |  |  |  | Punti | Pos. |
| ---- | -------- | ------- | - | - | - | -- | - | -- | - | - | - | -- | - | - | --- | -- | - | --- | - | -- | - |  |  |  |  |  | ----- | ---- |
| 2015 | Williams | FW37    | 4 | 6 | 5 | 10 | 6 | 15 | 6 | 3 | 4 | 12 | 6 | 3 | Rit | 17 | 4 | Rit | 6 | SQ | 8 |  |  |  |  |  | 121   | 6º   |

| 2016 | Scuderia | Vettura |   |   |   |   |   |    |     |    |    |    |    |     |    |   |    |    |   |   |   |     |   |  |  |  | Punti | Pos. |
| ---- | -------- | ------- | - | - | - | - | - | -- | --- | -- | -- | -- | -- | --- | -- | - | -- | -- | - | - | - | --- | - |  |  |  | ----- | ---- |
| 2016 | Williams | FW38    | 5 | 8 | 6 | 5 | 8 | 10 | Rit | 10 | 20 | 11 | 18 | Rit | 10 | 9 | 12 | 13 | 9 | 7 | 9 | Rit | 9 |  |  |  | 53    | 11º  |

| 2017 | Scuderia | Vettura |   |    |   |   |    |   |     |     |   |    |    |   |   |    |   |    |   |    |   |    |  |  |  |  | Punti | Pos. |
| ---- | -------- | ------- | - | -- | - | - | -- | - | --- | --- | - | -- | -- | - | - | -- | - | -- | - | -- | - | -- |  |  |  |  | ----- | ---- |
| 2017 | Williams | FW40    | 6 | 14 | 6 | 9 | 13 | 9 | Rit | Rit | 9 | 10 | SP | 8 | 8 | 11 | 9 | 10 | 9 | 11 | 7 | 10 |  |  |  |  | 43    | 11º  |

| Legenda | 1º posto     | 2º posto | 3º posto    | A punti         | Senza punti/Non class.  | Grassetto – Pole position Corsivo – Giro più veloce |
| Legenda | Squalificato | Ritirato | Non partito | Non qualificato | Solo prove/Terzo pilota | Grassetto – Pole position Corsivo – Giro più veloce |

### Formula E
| Stagione | Squadra                | Vettura                                | 1      | 2      | 3       | 4       | 5      | 6       | 7       | 8      | 9      | 10     | 11     | 12      | 13     | Punti | Pos |
| -------- | ---------------------- | -------------------------------------- | ------ | ------ | ------- | ------- | ------ | ------- | ------- | ------ | ------ | ------ | ------ | ------- | ------ | ----- | --- |
| 2018-19  | Venturi Formula E Team | Spark-Venturi VFE-05                   | DIR 17 | MAR 18 | SAN Rit | MEX 8   | HKG 5  | SAY 10  | ROM Rit | PAR 9  | MON 3  | BER 15 | BRN 8  | NYC 16† | NYC 15 | 36    | 15º |
| 2019-20  | ROKiT Venturi Racing   | Spark-Mercedes-Benz EQ Silver Arrow 01 | DIR 12 | DIR 17 | SAN 9   | MEX Rit | MAR 17 | BER Rit | BER NC  | BER 19 | BER 10 | BER 13 | BER 16 |         |        | 3     | 22º |

| Legenda | 1º posto                | 2º posto        | 3º posto            | A punti      | Senza punti | Grassetto=Pole position Corsivo=Giro più veloce |
| Legenda | Solo prove/Terzo pilota | Non qualificato | Ritirato/Non class. | Squalificato | Non partito | Grassetto=Pole position Corsivo=Giro più veloce |

- G: Pilota col giro più veloce nel gruppo di qualifica.
- †: Non ha terminato, ma è stato classificato in quanto aveva completato più del 90% della distanza di gara.
- *: Fanboost

### Stock Car Brasil
(legenda) (Le gare in grassetto indicano la pole) (Le gare in corsivo indicano il giro veloce)
| Anno | Squadra       | Vettura         | 1        | 2        | 3        | 4       | 5         | 6         | 7        | 8        | 9        | 10       | 11       | 12       | 13        | 14       | 15        | 16       | 17       | 18       | 19        | 20       | 21       | 22        | 23       | 24       | Punti | Pos. |
| ---- | ------------- | --------------- | -------- | -------- | -------- | ------- | --------- | --------- | -------- | -------- | -------- | -------- | -------- | -------- | --------- | -------- | --------- | -------- | -------- | -------- | --------- | -------- | -------- | --------- | -------- | -------- | ----- | ---- |
| 2018 | Cimed Team    | Chevrolet Cruze | INT 1 13 | CUR 1    | CUR 2    | VEL 1   | VEL 2     | LON 1     | LON 2    | SCZ 1    | SCZ 2    | GOI 1 22 | MOU 1    | MOU 2    | CAS 1     | CAS 2    | VCA 1     | VCA 2    | TAR 1    | TAR 2    | GOI 1     | GOI 2    | INT 1    |           |          |          | 0†    | NC†  |
| 2021 | Lubrax Podium | Chevrolet Cruze | GOI 1 23 | GOI 2 17 | INT 1 15 | INT 2 7 | VCA 1 Rit | VCA 2 Rit | VCA 1 16 | VCA 2 15 | CAS 1 16 | CAS 2 13 | CUR 1 15 | CUR 2 23 | CUR 1 Rit | CUR 2 13 | GOI 1 Rit | GOI 2 13 | GOI 1 26 | GOI 2 20 | VCA 1 Rit | VCA 2 20 | SCZ 1 17 | SCZ 2 Rit | INT 1 19 | INT 2 16 | 88    | 24º  |

† Dato che Massa era un pilota ospite, non era idoneo per i punti.

### Risultati 24 Ore di Daytona
| Anno | Team  | Co-piloti                             | Vettura  | Classe | Giri | Pos. | Pos. classe |
| ---- | ----- | ------------------------------------- | -------- | ------ | ---- | ---- | ----------- |
| 2024 | Riley | Josh Burdon Felipe Fraga Gar Robinson | Oreca 07 | LMP2   | 767  | 11   | 3º          |